# Bătăliile de la Lexington și Concord
Bătăliile de la Lexington și Concord au fost primele ciocniri militare ale Războiului de Independență al SUA. Ele s-au dat la 19 aprilie 1775, în comitatul Middlesex, Provincia Massachusetts Bay, în orașele Lexington, Concord, Lincoln, Menotomy (astăzi Arlington)⁠(d), și Cambridge, de lângă Boston. Bătăliile au marcat izbucnirea conflictului armat deschis între Regatul Marii Britanii și cele treisprezece colonii ale sale de pe continentul nord-american.
Circa 700 de soldați din armata regulată britanică, sub comanda locotenent-colonelului Francis Smith, au primit ordine secrete să captureze și să distrugă proviziile militare despre care se știa că sunt stocate de milițiile din Massachusetts la Concord. Coloniștii au aflat, însă, cu mai multe săptămâni înainte de expediție, că proviziile lor sunt în pericol și mutaseră mare parte din ele în alte locuri. Ei au aflat în noaptea dinaintea bătăliei detalii și despre planurile britanicilor și au reușit să anunțe rapid milițiile din zonă despre mișcările inamicului.
Primele focuri de armă s-au tras chiar la răsăritul Soarelui la Lexington. Milițiile erau depășite numeric și s-au retras, după care trupele regulate au avansat spre Concord, unde căutau proviziile. La North Bridge în Concord, circa 500 de voluntari au luptat și au învins trei companii de soldați ai regelui. Soldații s-au retras din fața minutemanilor după o luptă dusă în câmp deschis.
Alte miliții au sosit la scurt timp și au cauzat pierderi mari trupelor regulate aflate în marș către Boston. La revenirea la Lexington, expediția lui Smith a fost salvată de întăririle lui general-locotenentului Hugh Percy. Forța combinată, cifrată acum la 1.700 de oameni, a mers până la Boston sub tirul inamicului într-o retragere tactică și a ajuns în cele din urmă la Charlestown. Milițiile cumulate au blocat căile înguste de acces terestru către Charlestown și Boston, declanșând asediul Bostonului.
Ralph Waldo Emerson, în „Concord Hymn⁠(d)”, descrie primul foc de armă tras de coloniști la North Bridge ca fiind „împușcătura auzită în toată lumea”, deși nu a fost primul foc de armă al războiului.

## Context

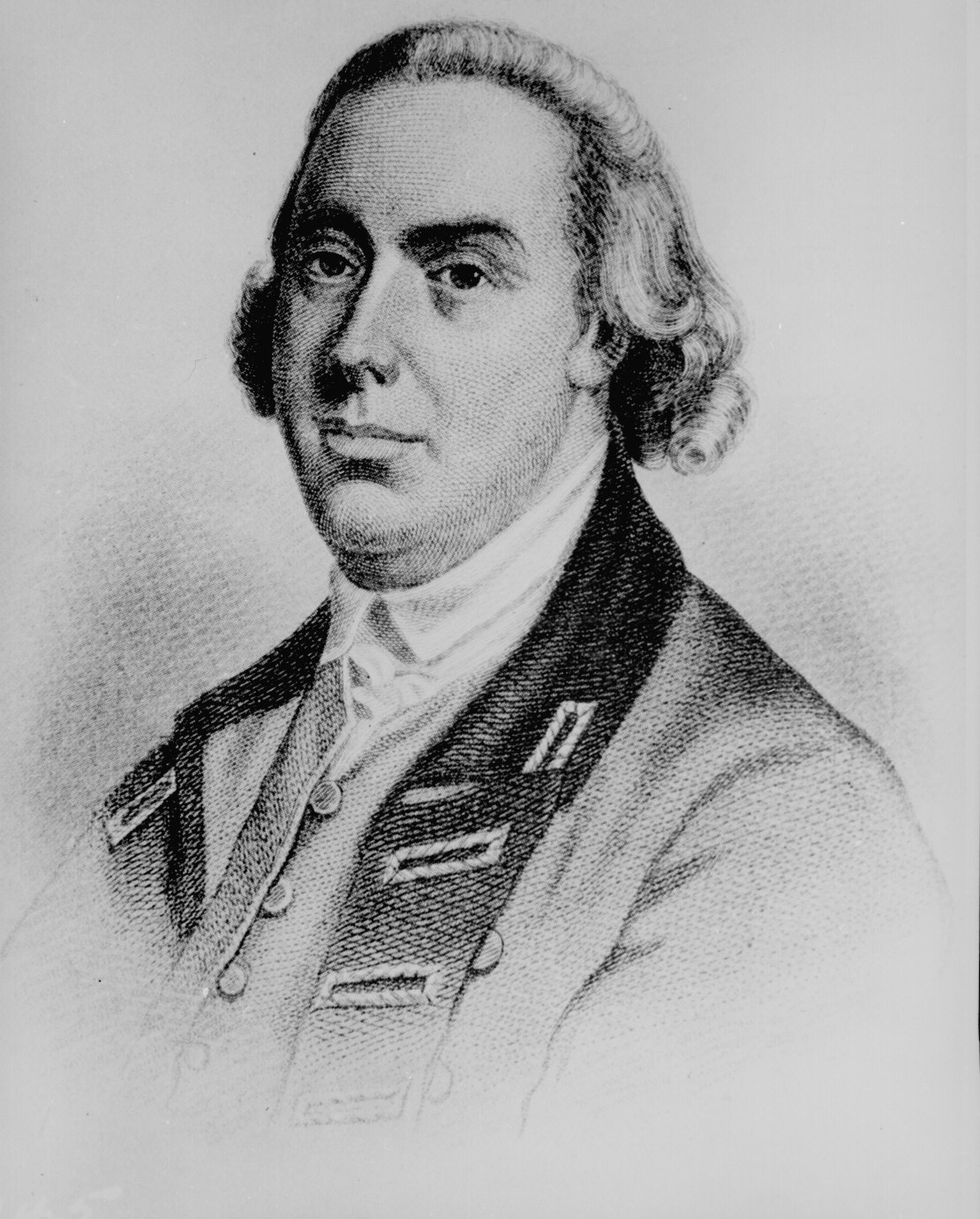

Infanteria britanică, poreclită de coloniști „tunicile roșii” (în engleză redcoats) și uneori „diavolii”, ocupaseră Bostonul încă din 1768 și fuseseră întăriți de forțele navale și infanteria marină regale pentru a pune în aplicare Legile Intolerabile, adoptate de Parlamentul Britanic cu scopul de a pedepsi Provincia Massachusetts Bay pentru Partida de Ceai de la Boston și pentru alte acțiuni de protest. Generalul Thomas Gage⁠(d), guvernatorul militar al Massachusetts-ului și comandant al celor circa 3.000 de soldați britanici din Boston, nu avea control asupra zonelor din Massachusetts din afara Bostonului, unde implementarea Legilor dusese la escaladarea tensiunilor între majoritatea Whig insurgentă și minoritatea loialistă Tory. Planul lui Gage era de evitare a conflictului prin înlăturarea proviziilor militare ale milițiilor Whig prin atacuri secrete, rapide și pe scară redusă. Această lupta pentru provizii a dus la un succes britanic și la și apoi la mai multe succese ale insurgenților într-o serie de ciocniri nu foarte violente, denumite Powder Alarm⁠(d)s. Gage se considera prieten al libertății și a încercat să-și separe îndatoririle de guvernator al coloniei de cele de general al unei forțe de ocupație. Edmund Burke a descris relația conflictuală a lui Gage cu Massachusetts-ul declarând în Parlament: „un englez este cea mai nepotrivită persoană de pe Pământ să împingă un alt englez în robie.”
Coloniștii își alcătuiseră diverse feluri de miliții începând cu secolul al XVII-lea, la început în principal în scopuri defensive împotriva atacurilor triburilor băștinașe. Aceste forțe au intrat în acțiune în Războiul Francez și Indian din anii 1750 și 1760. Ele erau în general miliții locale, oficial aflate sub jurisdicția guvernului provincial. Când situația politică a început să se deterioreze, în particular atunci când Gage a dizolvat guvernul provincial în conformitate cu Legea Guvernării Massachusetts-ului, aceste legături deja existente au fost utilizate de coloniști sub egida Congresului Provincial al Massachusetts-ului în scopul rezistenței față de ceea ce ei considerau a fi o amenințare militară.

### Pregătirile britanicilor

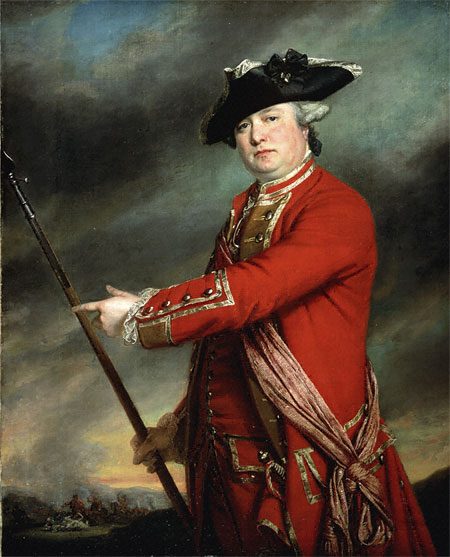
Francis Smith, comandant al expediției militare; portret din 1763

La 14 aprilie 1775, Gage a primit instrucțiuni de la secretarul de stat William Legge, earl de Dartmouth, să dezarmeze rebelii, despre care se știa că au ascuns arme în mai multe locuri, printre care și Concord, și să-i încarcereze pe liderii rebeliunii, în special pe Samuel Adams și pe John Hancock. Dartmouth i-a lăsat lui Gage o largă libertate de acțiune.
În dimineața zilei de 18 aprilie, Gage a ordonat unei patrule călare de circa 20 de oameni sub comanda maiorului Mitchell din Regimentul 5 Infanterie⁠(d) să se deplaseze în zona rurală înconjurătoare pentru a intercepta curierii care ar putea fi pe drum călare. Această patrulă s-a comportat altfel decât celelalte patrule trimise de la Boston în trecut, rămânând pe teren după lăsarea întunericului și întrebând călătorii întâlniți unde se află Adams și Hancock. Aceasta a avut efectul nedorit de a alarma mulți localnici și de a le intensifica eforturile de pregătire. Mai ales miliția din Lexington a început să se adune în acea seară, cu câteva ore înainte de a primi vești de la Boston. O poveste celebră susține că după căderea nopții, un țăran pe nume Josiah Nelson, a confundat patrula britanică cu niște coloniști și i-a întrebat: „Ați auzit cumva când or să iasă soldații?”, la care ar fi fost lovit în cap cu o sabie. Povestea datează, însă, de la o dată cu circa un secol mai recentă decât perioada, ceea ce sugerează că ar putea fi cel mult o legendă.
Locotenent-colonelul Francis Smith a primit în după-amiaza de 18 aprilie ordin de la Gage cu instrucțiuni pe care să nu le citească decât atunci când trupele sunt deja pe drum. El trebuia să plece din Boston „cu cea mai mare grabă și în cel mai mare secret către Concord, unde vei confisca și vei distruge... toate depozitele militare... Dar vei avea grijă ca soldații să nu-i jefuiască pe localnici sau să facă pagube în proprietatea privată.”
Gage a acționat discret și nu a dat ordine scrise pentru arestarea liderilor rebeli, întrucât se temea că un astfel de gest ar putea declanșa o revoltă.

### Pregătirile americanilor

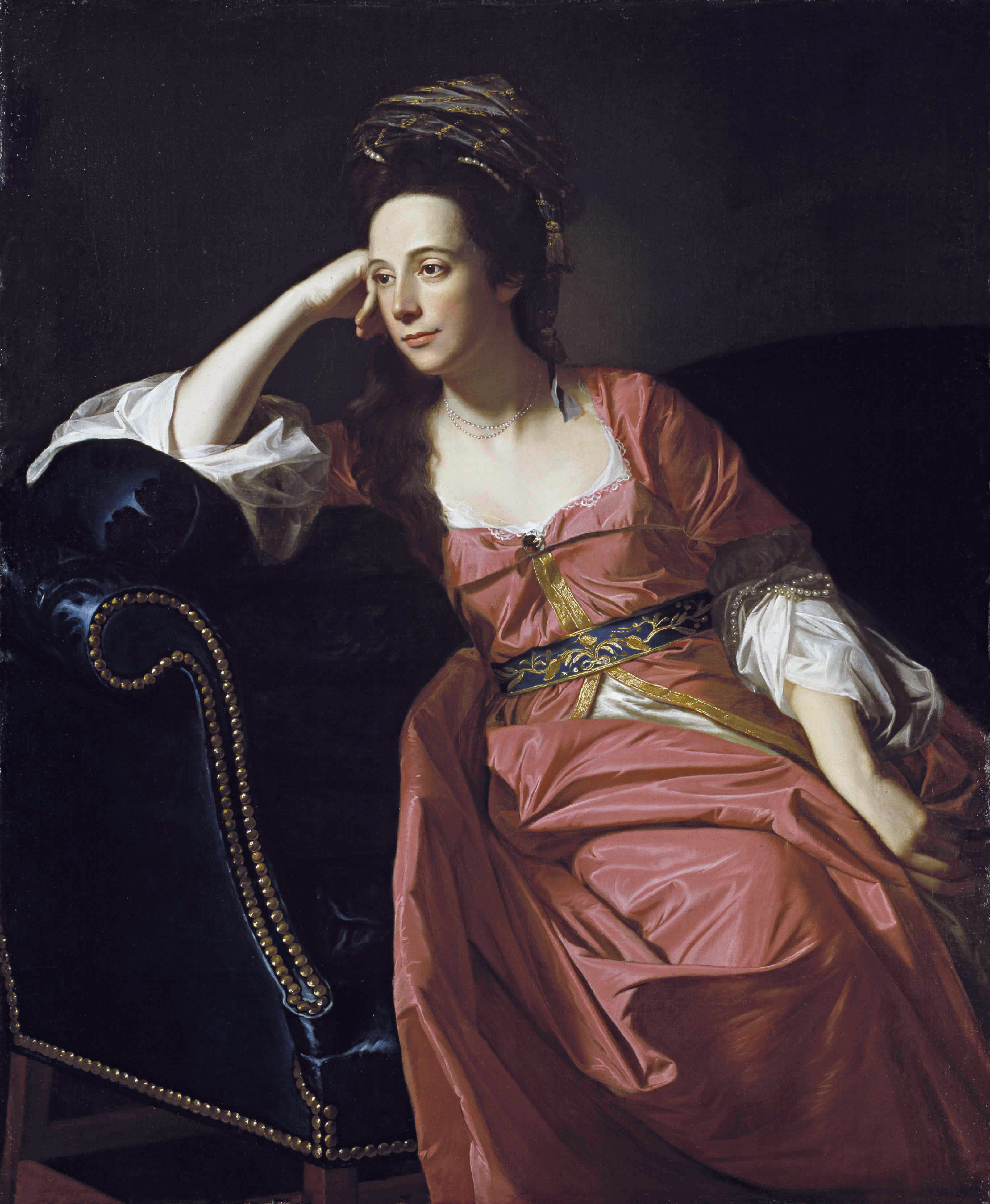
ar fi dat informații militare rebelilor

Liderii rebelilor—cu excepția lui Paul Revere și Joseph Warren⁠(d)—plecaseră cu toții din Boston până la 8 aprilie. Ei prinseseră de veste de instrucțiunile secrete ale lui Dartmouth date generalului Gage din surse de la Londra cu mult timp înainte ca ele să ajungă chiar la Gage. Adams și Hancock plecaseră din Boston la casa uneia din rudele lui Hancock din Lexington unde credeau că vor fi în siguranță față de perspectiva arestării imediate.
Milițiile din Massachusetts strângeau, într-adevăr, arme, praf de pușcă și provizii la Concord, și o cantitate și mai mare în zonele vestice din Worcester, dar liderii rebeli au aflat că ofițerii britanici fuseseră observați examinând drumurile spre Concord.
La 8 aprilie, Paul Revere s-a dus la Concord călare pentru a-i avertiza pe localnici că britanicii par să plănuiască o expediție. Localnicii au hotărât să desființeze depozitele, distribuind conținutul în orașele din apropiere.
Coloniștii știau și de misiunea din 19 aprilie, deși ea fusese ținută secretă de toți soldații britanici și chiar față de ofițerii misiunii. Există speculații nedemonstrate că sursa confidențială a acestor informații ar fi fost Margaret Gage⁠(d), soția lui Gage, originară din New Jersey, care simpatiza cu coloniștii și avea relații amicale cu Warren.
Între orele 9 și 10 pm în seara zilei de 18 aprilie 1775, Joseph Warren i-a spus lui William Dawes⁠(d) și lui Paul Revere că trupele regelui sunt pe cale să se urce în bărci și să se deplaseze din Boston la Cambridge și pe drumul spre Lexington și Concord. Informațiile lui Warren sugerau că cele mai probabile obiective ale mișcărilor trupelor regulate din acea seară erau capturarea lui Adams și a lui Hancock. Ei nu se temeau de posibilitatea ca soldații să ocupe Concordul, deoarece proviziile din Concord erau în siguranță, dar se gândeau că liderii lor din Lexington nu știu de potențialul pericol. Revere și Dawes au fost trimiși să-i avertizeze și să alerteze milițiile coloniale din orașele din zonă.

### Milițiile
Dawes a acoperit drumul terestru din sud călare trecând istmul Boston și Great Bridge⁠(d) până la Lexington. Revere a dat instrucțiuni să se dea semnal la Charlestown după care a parcurs drumul nordic pe apă. A trecut cu barca râul Charles, trecând pe lângă nava britanică de război HMS Somerset⁠(d) ancorată. Traversările cu barca la acea oră erau interzise, dar Revere a acostat în siguranță în Charlestown și a continuat drumul călare până la Lexington, evitând o patrulă britanică și avertizând aproape fiecare casă de pe drum. Coloniștii din Charlestown au trimis și ei călăreți înspre nord.
După sosirea în Lexington, Revere, Dawes, Hancock și Adams au discutat situația cu miliția adunată acolo. Ei credeau că forțele ce ieșeau din oraș erau prea mari pentru simplul rol de a-i aresta pe cei doi și că ținta era de fapt Concord. Lexingtonenii au trimis călăreți în localitățile din jur, iar Revere și Dawes au continuat pe drumul spre Concord însoțiți de Samuel Prescott⁠(d). În Lincoln, s-au întâlnit cu patrula britanică a maiorului Mitchell. Revere a căzut prizonier, Dawes a căzut de pe cal, și doar Prescott a scăpat și a ajuns la Concord. Alți călăreți au fost trimiși și din Concord.
Călătoria lui Revere, Dawes și Prescott a declanșat un sistem flexibil de „alarmă și adunare” dezvoltat cu grijă cu câteva luni în urmă, ca răspuns la reacția slabă a coloniștilor față de Powder Alarm⁠(d). Acest sistem a fost o versiune îmbunătățită a unei rețele mai vechi de notificări pe arii extinse și de adunare rapidă a milițiilor locale în caz de urgență. Coloniștii utilizaseră periodic acest sistem încă din primii ani ai războaielor indiene din colonie, înainte ca el să nu mai fie folosit în timpul Războiului Francez și Indian. Pe lângă alți curieri călare care au transmis rapid mesaje, clopotele, tobele, focurile de armă trase în aer, focurile de tabără și trompetele au fost utilizate pentru comunicarea rapidă de la oraș la oraș, anunțând zecile de rebeli din fiecare sat din estul Massachusetts-ului că trebuie să se adune deoarece trupele regulate în număr de peste 500 de oameni au ieșit din Boston, cu intenții posibil ostile. Acest sistem a fost atât de eficient încât oameni din localități aflate și la 40 km de Boston aflaseră de mișcările armatei în timp ce aceasta încă își descărca bărcile la Cambridge. Aceste avertismente timpurii au jucat un rol crucial pentru adunarea unui număr suficient de voluntari coloniali pentru a produce pierderi mari trupelor regulate britanice în acea zi. Adams și Hancock au fost transportați apoi în siguranță, întâi în actualul oraș Burlington⁠(d) și mai târziu la Billerica⁠(d).

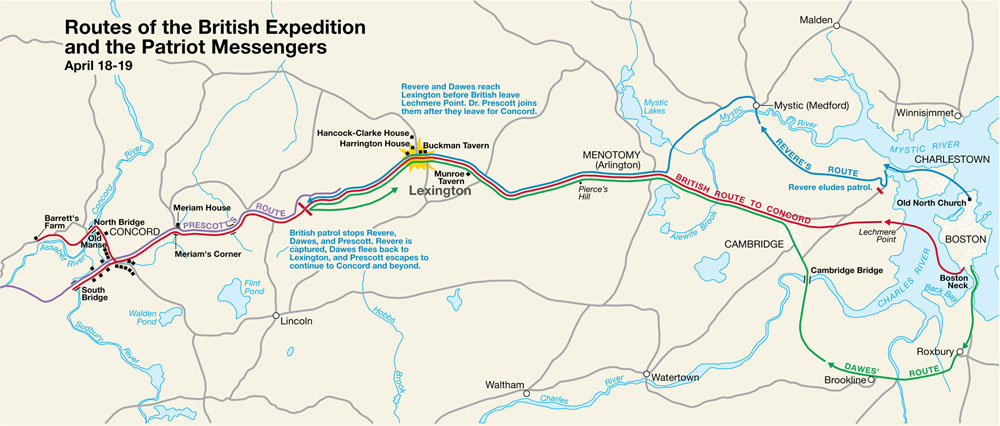
O hartă a în care se prezintă rutele primilor mesageri ai insurgenților și ale expediției britanice.

### Avansul britanicilor
Pe la orele serii, generalul Gage a convocat o ședință o ofițerilor la Province House. El i-a informat că au sosit ordinele de la Lord Dartmouth, și că i se cere să acționeze împotriva coloniștilor. El le-a spus și că locotenent-colonelul Smith avea să fie la comandă, iar majorul John Pitcairn⁠(d) va fi ofițer executiv. Întrunirea s-a încheiat pe la orele 8:30 pm, după care Lord Percy s-a plimbat printre localnici în parcul Boston Common⁠(d).
Conform unei relatări, oamenii au început să discute despre neobișnuitele mișcări ale trupelor britanice din oraș. Când Percy l-a întrebat pe un om, acesta a răspuns: „păi, soldații n-o să-și atingă scopul”. „Ce scop?” ar fi întrebat Percy. „Tunul de la Concord”, i s-a răspuns.
Auzind aceasta, Percy s-a întors repede la Province House și a transmis informația generalului Gage. Uimit, Gage a dat ordine de a împiedica ieșirea curierilor din Boston, dar era prea târziu pentru a-i împiedica pe Dawes și pe Revere să plece.

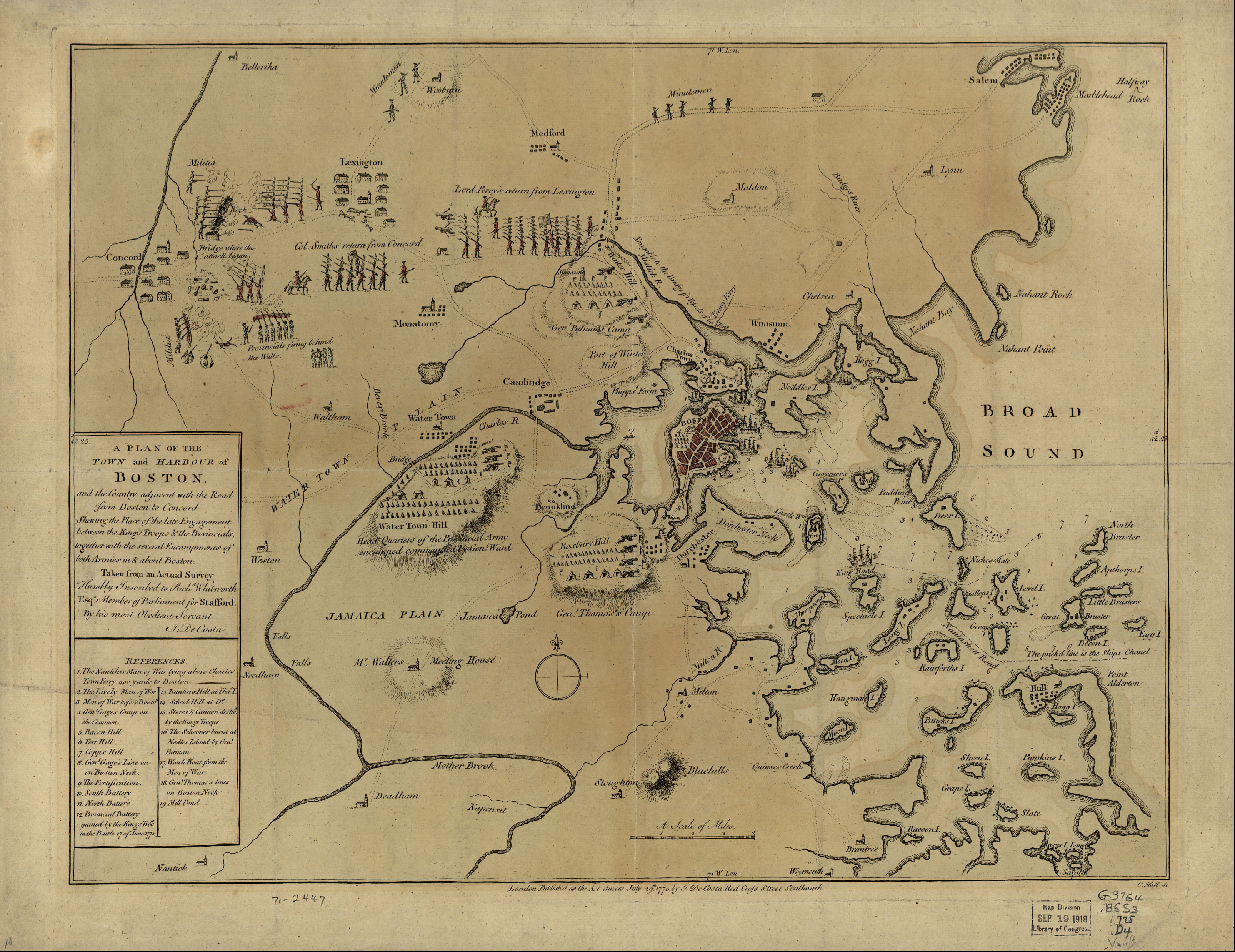
Hartă din 1775 cu bătăliile și cu asediul Bostonului

Trupele regulate britanice, circa 700 de infanteriști, proveneau din 11 dintre cele 13 regimente de infanterie ale lui Gage. Pentru expediție, maiorul John Pitcairn a comandat zece companii de infanterie ușoară de elită, iar locotenent-colonelul Benjamin Bernard a comandat 11 companii de grenadieri, sub comanda generală a locotenent-colonelului Smith.
Din trupele trimise în expediție, 350 de soldați proveneau din companii de grenadieri din regimentele 4 (King's Own), 5, 10, 18 (Regal Irlandez) 23, 38, 43, 47, 52 și 59 de infanterie, și din Batalionul 1 al Forțelor Marine Regale. Companiile de grenadieri erau însoțite de circa 320 de infanteriști ușori din regimentele 4, 5, 10, 23, 38, 43, 47, 52 și 59, și din Batalionul 1 de Marină. Fiecare companie avea propriul său locotenent, dar majoritatea căpitanilor care îi comandau fuseseră atașați în ultimul moment, proveniți din toate regimentele staționate în Boston. Această lipsă de legătură între comandant și companie avea să se dovedească problematică.
Britanicii au început să-și trezească soldații la 9 pm în noaptea de 18 aprilie și i-au adunat pe malul apei în capătul vestic al Boston Common la ora 10 pm. Marșul britanic înspre și dinspre Concord a fost dezorganizat de la început și până la sfârșit. Colonelul Smith a întârziat, iar operațiunile de încărcare a bărcilor nu au fost organizate, rezultând confuzie în zona de pregătire. Bărcile utilizate erau barje navale atât de înghesuite încât nu se putea sta jos în ele. Când au debarcat la Phipps Farm în Cambridge, au făcut-o în apă adâncă până la brâu, în miez de noapte. După o oprire îndelungată pentru descărcarea echipamentului, soldații și-au început marșul de 27 km către Concord pe la orele 2 am.
În timpul așteptării, li s-a dat muniție, carne de porc sărată și biscuiți tari. Nu aveau ranițe impermeabile de piele în spate, deoarece nu urma să campeze. Ei și-au cărat sacii cu hrană, muschetele și echipamentul, și au mărșăluit în încălțări ude și pline de noroi și în uniforme îmbibate în apă. În timp ce soldații treceau prin Menotomy⁠(d), sunetul alarmelor coloniale în zona rurală i-au determinat pe puținii ofițeri care cunoșteau misiunea să realizeze că pierduseră elementul surpriză. Un soldat a scris în jurnalul său:
„„Am trecut golful și am debarcat pe malul celălalt între orele douăsprezece și unu și până la unu eram în marș, care a fost întâi prin mlaștini și buze de mare până am ajuns la drumul către Lexington și apoi imediat oamenii de la țară au început să tragă alarma cu puștile, să-și aprindă flăcările, să deștepte Țara. ... Din ce îmi amintesc, pe la 4 dimineața fiind 19 aprilie, cele 5 companii din față au primit ordin să încarce, ceea ce am și făcut.””
Pe la ora 3 am, colonelul Smith l-a trimis pe maiorul Pitcairn în față cu șase companii de infanterie ușoară cu ordine să avanseze rapid spre Concord.
Pe la ora 4 am a luat hotărârea înțeleaptă, dar întârziată, de a trimite un curier înapoi la Boston să ceară întăriri.

## Bătăliile

### Lexington
Deși adesea denumită bătălie, ceea ce s-a întâmplat la Lexington a fost doar o mică ciocnire. Când avangarda trupelor regulate, condusă de Pitcairn, a intrat în Lexington la răsăritul soarelui în ziua de 19 aprilie 1775, circa 80 de membri ai miliției din Lexington au ieșit din Buckman Tavern⁠(d) și s-au aliniat în piața centrală a satului urmărindu-i, iar circa 40–100 de spectatori au privit de-a lungul marginii drumului. În fruntea lor se afla căpitanul John Parker, un veteran al Războiului Francez și Indian, care suferea de tuberculoză și uneori nu putea fi auzit. Dintre voluntarii care s-au aliniat, nouă se numeau Harrington, șapte Munroe (inclusiv sergentul companiei, William Munroe), patru Parker, trei Tidd, trei Locke și trei Reed; un sfert dintre ei erau într-un fel sau altul rude cu căpitanul Parker. Acest grup de voluntari făcea parte din „grupa de pregătire” a Lexingtonului, o tehnică de organizare a milițiilor locale datând de pe vremea Puritanilor, și nu ceea ce avea să fie denumită companie de minutemen. Căpitanul Parker era conștient că era depășit în confruntare și nu era pregătit să-și riște forțele. S-a spus mai târziu că Parker ar fi spus atunci niște cuvinte care astăzi sunt gravate în piatră pe locul bătăliei: „Rămâneți pe poziții; nu trageți decât dacă se trage asupra voastră, dar dacă ei vor să aibă parte de război, atunci să înceapă aici.” Conform depoziției sale sub jurământ dată după bătălie:
„“... am ordonat miliției noastre să se într-unească în piață în sus-menționatul Lexington pentru a se consulta referitor la ce e de făcut, și am hotărât să nu fim descoperiți, să nu ne amestecăm sau să ne facem de lucru cu sus-numitele Trupe Regulate (în caz că ne vor aborda) decât dacă ne insultă sau ne agresează; și, în urma apropierii lor, am ordonat imediat Miliției noastre să se împrăștie și să nu tragă:—Imediat Trupele au apărut și au atacat, au tras și au ucis opt dintre noi fără vreo provocare din partea noastră.””—John Parker
În loc să o ia la stânga către Concord, locotenentul de marină Jesse Adair, capul avangardei, a hotărât de unul singur să protejeze flancul trupelor luând-o întâi la stânga și apoi conducând companiile prin piața centrală într-un efort confuz de a înconjura și dezarma miliția. Trupele lui au alergat spre milițiile din Lexington strigând tare „Huzzah!” pentru a-i deruta pe aceștia, și au format o linie de luptă în piață. Maiorul Pitcairn a sosit din urmă și și-a condus cele trei companii spre stânga și i-a oprit. Restul companiilor conduse de colonelul Smith se aflau încă pe drum, la distanță mai mare, înspre Boston.

#### Primul foc
Un ofițer britanic, probabil Pitcairn, dar relatările nu sunt sigure (ar fi putut fi și locotenentul William Sutherland), a trecut în față, și-a ridicat sabia, și a cerut mulțimii adunate să se împrăștie, și le-ar fi cerut și: „puneți armele jos, rebeli nenorociți!” Căpitanul Parker le-a spus, la rândul său, oamenilor lui să se împrăștie și să meargă acasă, dar, din confuzie, din cauza strigătelor din jur și a slăbiciunii glasului lui Parker, unii nu l-au auzit, unii au plecat foarte încet, și nimeni nu a depus armele. Atât Parker cât și Pitcairn le-au ordonat oamenilor lor să nu tragă, dar s-a tras, totuși, dintr-o sursă necunoscută.
„„La ora 5 am ajuns [în Lexington], și am văzut mai mulți oameni, cred că între 200 și 300, adunați în mijlocul satului; am continuat să avansăm, pregătindu-ne de un atac fără a intenționa să atacăm noi; dar când am venit lângă ei au tras două focuri de armă în noi, la care, fără vreun ordin, oamenii noștri s-au năpustit asupra lor, au tras; mai mulți din ei au fost uciși, nu știm câți, fiindcă erau ascunși după ziduri și în pădure. Am avut un om rănit din Regimentul 10 Infanterie Ușoară, dar nimeni altcineva nu a fost rănit. Apoi ne-am adunat în piață, dar cu dificultate, oamenii erau atât de derutați că nu auzeau niciun ordin; am așteptat destul de mult timp acolo, după care am continuat drumul spre Concord.””—Locotenent John Barker, Regimentul 4 Infanterie

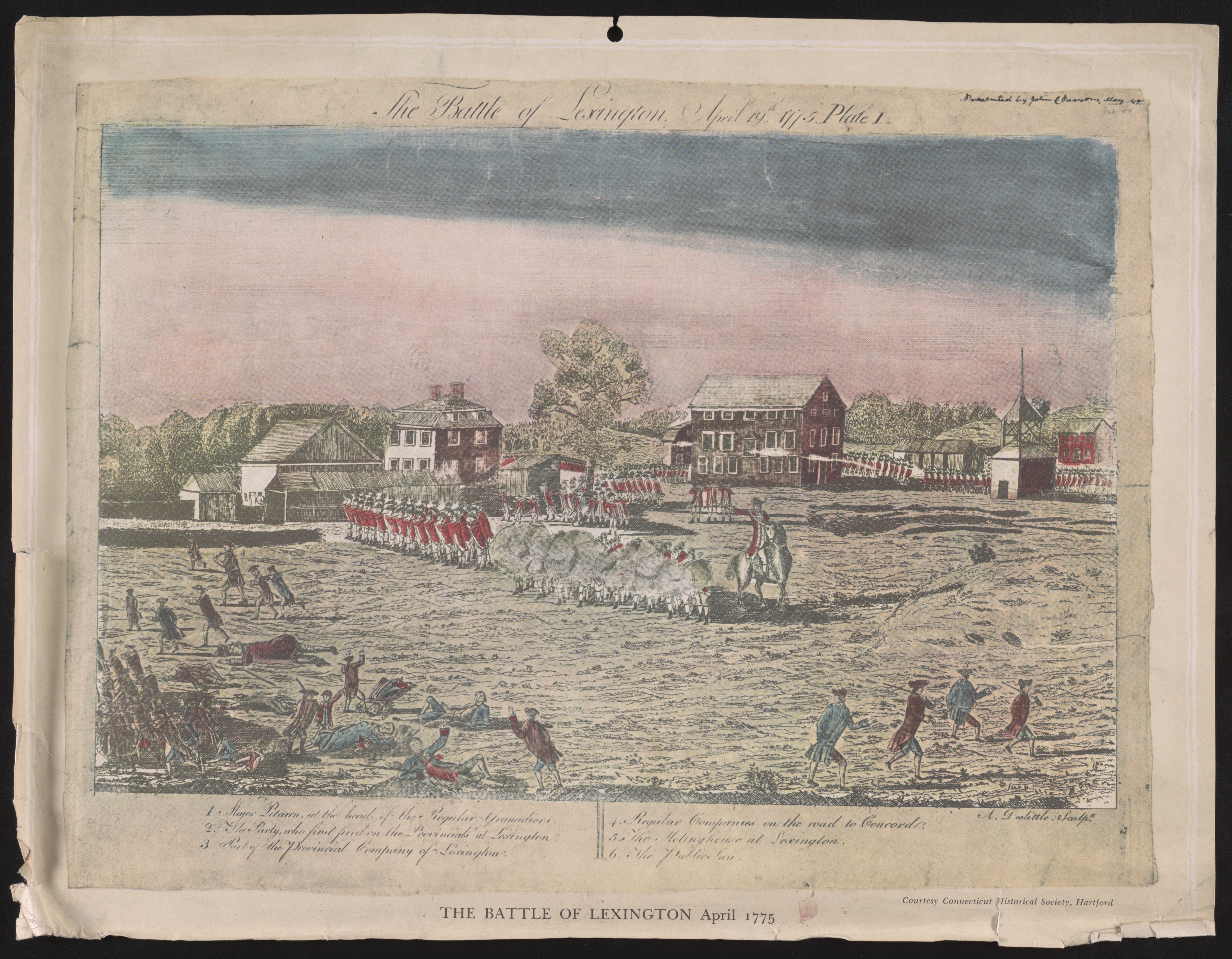
Prima dintre cele patru gravuri de din 1775. Doolittle a vizitat locul bătăliei și a discutat cu soldați și cu martori. Conține elemente controversate, posibil inadvertențe.

Conform unui voluntar din miliția lui Parker niciun american nu a tras cu muscheta în fața trupelor britanice. Britanicii au avut o singură victimă, rănită ușor, fapt coroborat cu o depoziție a caporalului John Munroe. Munroe a declarat:
„„După primul foc al trupelor regulate, am gândit și i-am spus lui Ebenezer Munroe ...care stătea lângă mine în stânga, că n-au tras decât cu pulbere; dar la al doilea foc, Munroe a spus că au tras mai mult decât pulbere, căci a fost rănit la braț; iar acum, spune el, în cuvintele lui, 'o să le dau mațele armei mele.' Am țintit apoi amândoi spre grosul trupelor britanice, fumul împiedicându-ne să vedem altceva decât capetele unora dintre caii lor și ne-am descărcat armele spre ei.””
Unii martori dintre trupele regulate au raportat că primul foc a fost tras de un colonist privitor de după un tufiș sau de după colțul unei taverne. Unii martori au relatat că un ofițer britanic călare ar fi tras primul. Ambele părți au căzut de acord că primul foc nu a venit de la niciunul din cei care stăteau față în față. În Lexington s-au ivit apoi speculații că un anume Solomon Brown ar fi tras primul foc din tavernă sau de după un zid, dar acestea au rămas doar zvonuri. Unii martori (de ambele părți) au afirmat că cineva din cealaltă tabără a tras primul; mult mai mulți martori au afirmat că nu știu. O altă teorie este că primul foc de armă a fost tras de britanicul care l-a ucis pe Asahel Porter, prizonierul care fugea (i se spusese că dacă merge încet va fi lăsat liber, dar el a intrat în panică și a luat-o la fugă). Istoricul David Hackett Fischer⁠(d) a avansat teza că ar fi fost mai multe focuri de armă aproape simultane. Istoricul Mark Urban afirmă că britanicii s-au năpustit înainte cu baionetele pregătite într-o manieră indisciplinată, provocând câteva focuri răzlețe ale voluntarilor. Ca răspuns, trupele britanice, fără ordin, au tras o salvă devastatoare. Această lipsă de disciplină a trupelor britanice a avut un rol-cheie în escaladarea violențelor.
Pe atunci nimeni nu știa, și nu se știe nici azi cu siguranță, cine a tras primul foc de armă al Războiului de Independență al Statelor Unite.
Martorii oculari au descris mai multe focuri intermitente trase de ambele părți înainte ca trupele regulate să se alinieze și să tragă salve fără a primi vreun ordin în acest sens. Câțiva voluntari au crezut la început că trupele regulate trag doar cu pulbere, fără proiectile, dar când au realizat care e situația, puțini voluntari au reușit să încarce armele și să răspundă la foc. Restul au fugit.
„„Noi Nathaniel Mulliken, Philip Russell, [și alți 32 ...] depunem mărturie și declarăm, că în dimineața de nouăsprezece, fiind informați că... un corp al trupelor regulate mărșăluiește dinspre Boston spre Concord. ... Pe la ora cinci dimineața, auzind toba bătând, ne-am îndreptat spre paradă, și am găsit că un corp mare de armată mărșăluiește spre noi, unii dintre noi se îndreptau spre paradă și alții ajunseseră acolo când grupul nostru a început să se împrăștie, în timp ce eram cu spatele la soldați, ei au tras asupra noastră, și mai mulți dintre oamenii noștri au fost uciși și răniți imediat, nimeni dintre noi nu a tras în soldați din câte știm înainte ca ei să tragă în noi și au continuat să tragă până când am fugit cu toții.””
Trupele regulate au șarjat apoi la baionetă. Jonas, vărul căpitanului Parker a fost depășit. Opt massachusettseni au fost uciși și zece răniți; un singur soldat britanic din Regimentul 10 Infanterie a fost rănit. Cei opt coloniști uciși au fost John Brown, Samuel Hadley, Caleb Harrington, Jonathon Harrington, Robert Munroe, Isaac Muzzey, Asahel Porter și Jonas Parker. Jonathon Harrington, rănit mortal de un proiectil de muschetă, a reușit să se târască până la el acasă și a murit în pragul ușii. Un rănit, Prince Estabrook⁠(d), era un sclav negru care lupta în trupele de voluntari.
Companiile aflate sub comanda lui Pitcairn au scăpat de sub controlul ofițerilor în parte pentru că nu știau care este de fapt scopul misiunii din acea zi. Ei au tras în direcții diferite și s-au pregătit să intre în casele oamenilor. Colonelul Smith, care tocmai sosea cu restul trupelor regulate, a auzit focul muschetei și a luat-o înaintea coloanei de grenadieri să vadă ce se întâmplă. El a găsit rapid un toboșar și i-a ordonat să bată adunarea. Grenadierii au sosit la scurt timp și, după ce s-a restaurat ordinea, infanteriei ușoare i s-a permis să tragă o salvă de victorie, după care s-a format din nou coloana și a continuat marșul către Concord.

### Concord

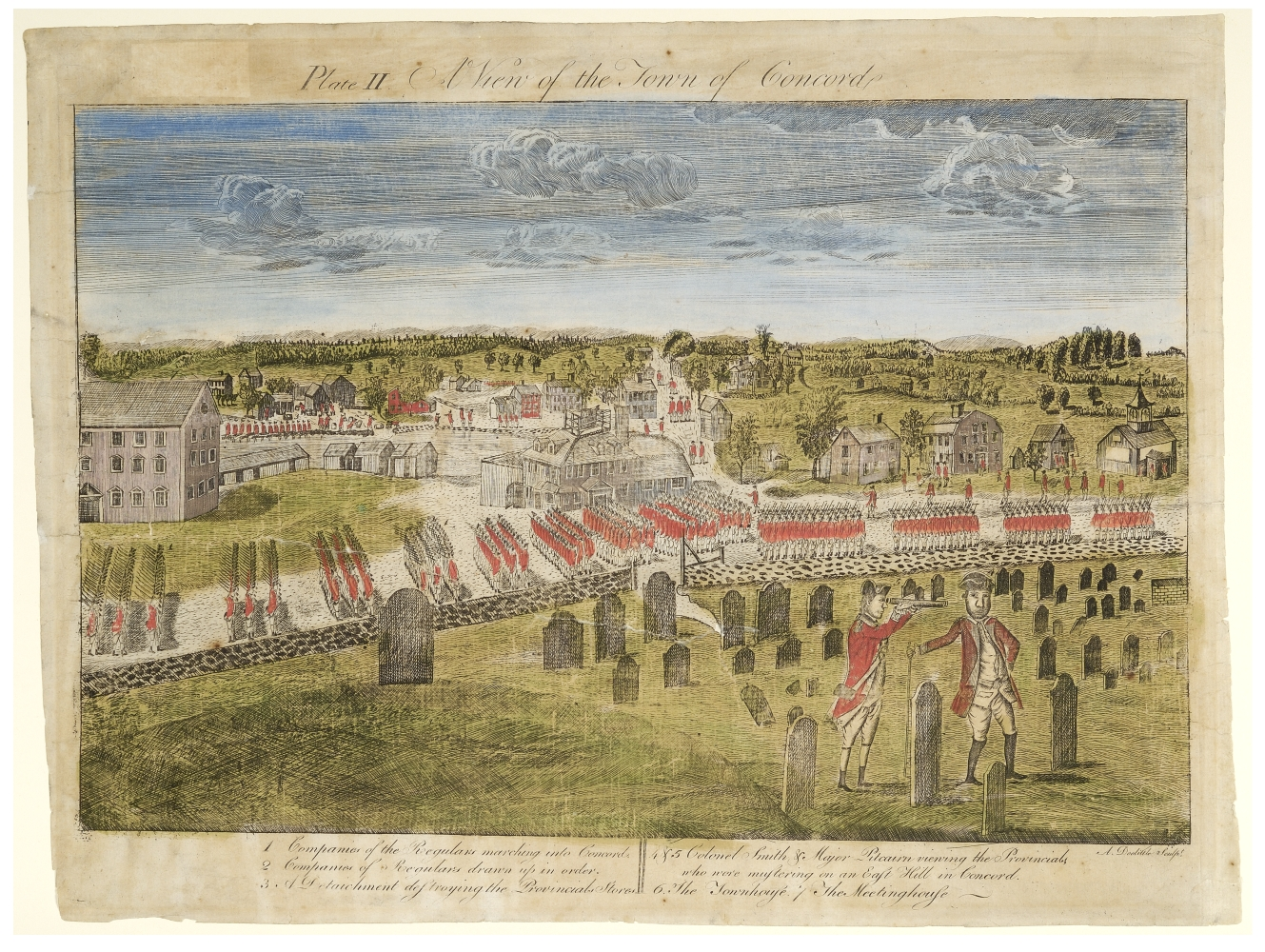
A doua dintre cele patru gravuri ale lui din 1775, prezentând intrarea britanicilor în Concord

Voluntarii din Concord și Lincoln, ca răspuns la alarma dată, se adunaseră la Concord. Ei au primit vestea înfruntării de la Lexington, și nu știau dacă să aștepte întăriri ale trupelor din orașele din împrejurimi, dacă să rămână să apere orașul sau dacă să avanseze spre est și să întâmpine armata britanică pe un teren înalt. O coloană de voluntari a mărșăluit de-a lungul drumului spre Lexington în întâmpinarea britanicilor, avansând circa 2 km până au dat de prima coloană de soldați. Trupele regulate numărau circa 700 de oameni, iar milițiile în acest moment numărau doar 250 de oameni, coloana de voluntari a făcut cale întoarsă către Concord, la circa 500 m în fața trupelor regulate. Voluntarii s-au retras pe o culme de unde se vedea orașul și liderii lor au discutat calea de urmat. Ei au concluzionat că se impune prudență, iar colonelul James Barrett a predat orașul Concord și și-a dus oamenii peste North Bridge (Podul de Nord) pe un deal la circa 1,6 km nord de oraș, de unde au continuat să privească mișcările de trupe ale britanicilor și activitățile din centrul orașului. Acest pas s-a dovedit fructuos, întrucât numărul voluntarilor a continuat să crească, companiile de minutemen alăturându-li-se acolo.

#### Căutarea proviziilor milițiilor
Când soldații au ajuns în satul Concord, Smith i-a împărțit în grupe care să îndeplinească ordinele lui Gage. Compania de grenadieri a Regimentului 10 în frunte cu căpitanul Mundy Pole a asigurat South Bridge (Podul de Sud), în timp ce șapte companii de infanterie ușoară în frunte cu căpitanul Parsons, circa 100 de oameni, au asigurat North Bridge (Podul de Nord) în apropiere de forțele lui Barrett. Căpitanul Parsons a luat patru companii din Regimentele 5, 23, 38 și 52 până la drum, la 3 km depărtare de North Bridge în căutarea fermei lui Barrett, unde informațiile sugerau că se găsesc proviziile. Două companii din Regimentele 4 și 10 au fost puse să păzească ruta de întoarcere și o companie din Regimentul 43 a rămas de pază la pod. Aceste companii, aflate sub comanda relativ neexperimentatului căpitan Walter Laurie, știau că sunt depășite numeric de cei peste 400 de voluntari aflați la doar câteva sute de metri depărtare. Căpitanul Laurie, îngrijorat, a trimis un curier la Smith cerând întăriri.
Folosind informațiile detaliate date de spionii loialiști, companiile de grenadieri au căutat provizii militare în micul oraș. Când au ajuns la taverna lui Ephraim Jones, de lângă arestul de pe drumul South Bridge, au constatat că ușa este baricadată, iar Jones a refuzat să deschidă. Relatările Tory-ilor locali arată că Pitcairn știa că un tun fusese îngropat pe acel teren. Lui Jones i s-a cerut, sub amenințarea armei, să arate unde sunt îngropate armele. S-au dovedit a fi trei tunuri mari, cu proiectile de 11 kg, mult prea grele pentru a fi folosite la apărare, dar foarte eficiente împotriva fortificațiilor, cu rază de acțiune suficient de mare pentru a bombarda Bostonul din alte zone de pe uscat din apropiere. Grenadierii au spart pivotul acestor trei tunuri pentru a nu putea fi montate. Ei au ars și unele care pentru tunuri găsite în casa de întruniri a satului, și când casa s-a aprins ea însăși, localnica Martha Moulton i-a convins pe soldați să ajute la stingerea clădirii. Aproape o sută de butoaie de făină și de hrană sărată au fost aruncate în lacul morii, ca și 250 kg de gloanțe de muschetă. Dintre distrugerile provocate, doar cele asupra tunurilor au fost semnificative. Toate proiectilele și mare parte din hrană au fost recuperate după plecarea britanicilor. În timpul căutărilor, soldații din trupele regulate au fost grijulii în comportamentul lor cu localnicii, plătind pentru hrana și băutura consumate. De această politețe excesivă localnicii au profitat, reușind să-i îndepărteze cu informații false pe soldați de unele mici depozite de provizii ale voluntarilor.
Ferma lui Barrett fusese un arsenal cu câteva săptămâni înainte dar mai rămăseseră doar câteva arme, și acestea au fost, conform legendelor familiei, îngropate rapid pe ogoare, acestea arătând ca un teren agricol recent cultivat. Soldații trimiși acolo nu au găsit provizii semnificative.

#### North Bridge

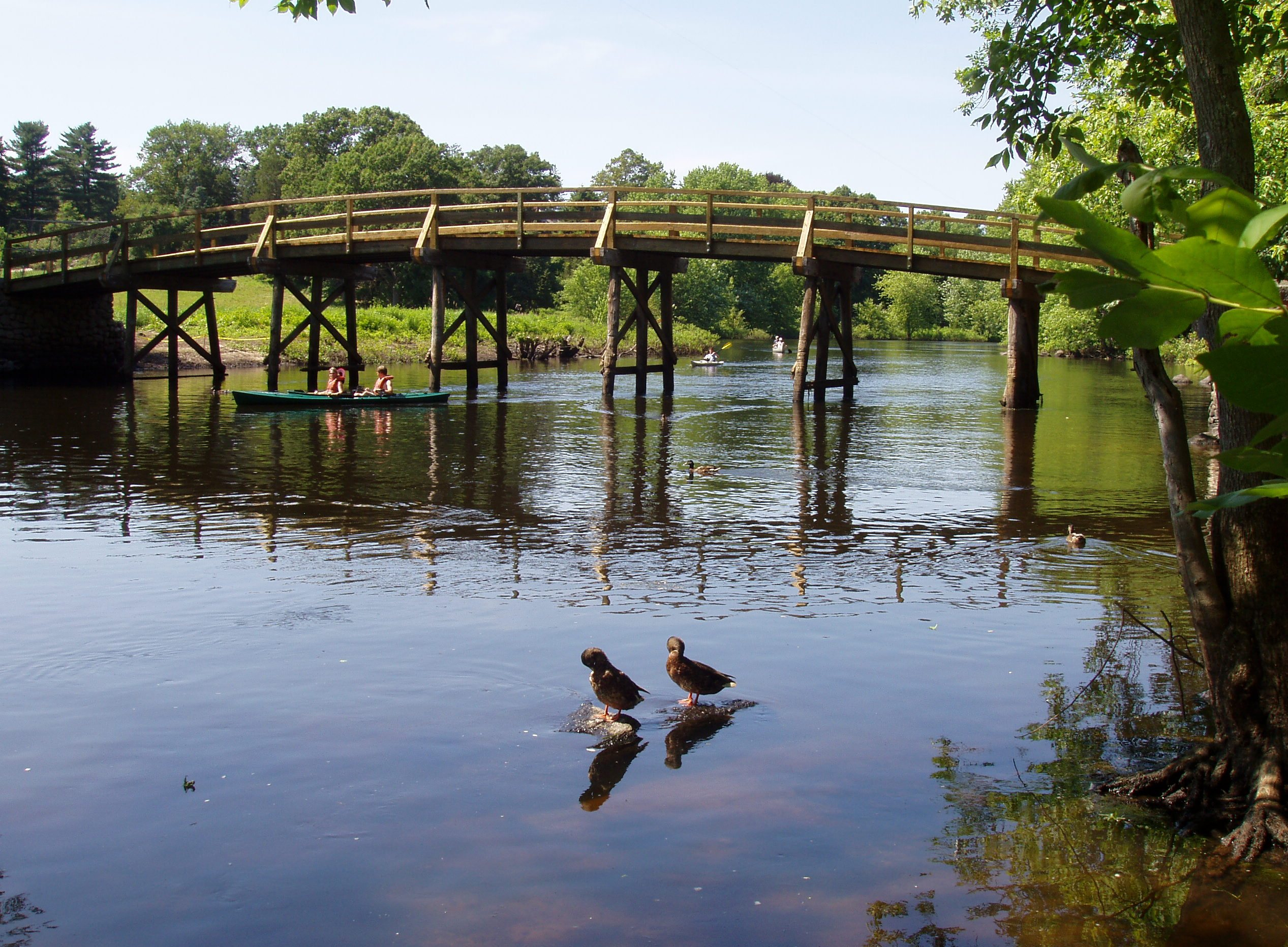
North Bridge, reconstruit, în Parcul Național Istoric Minute Man de la Concord

Trupele colonelului Barrett, văzând fumul care se înălța din piața satului, și văzând doar câteva companii în vale, s-a hotărât să se plece către sat din punctul de observație de pe dealul Punkatasset spre un deal mai jos și mai apropiat, aflat la circa 300 m de North Bridge. Când milițiile au avansat, cele două companii britanice din Regimentele 4 și 10 care țineau poziția lângă drum s-au retras la pod și au cedat dealul oamenilor lui Barrett.
Dealul da fost ocupat de cinci companii de minutemen și de încă cinci de voluntari din Acton, Concord, Bedford și Lincoln, în timp ce soseau din ce în ce mai multe grupuri de oameni, totalizând cel puțin 400 de oameni împotriva companiilor de infanterie ușoară ale căpitanului Laurie, o forță de 90–95 de soldați. Barrett a ordonat localnicilor din Massachusetts să formeze o linie lungă pe două rânduri pe drumul ce ducea la pod, după care a cerut o nouă consultare. Privind North Bridge din vârful dealului, Barrett, lt. Col. John Robinson din Westford și ceilalți căpitani au discutat alternativele. Căpitanul Isaac Davis⁠(d) din Acton, ai cărui soldați sosieră mai târziu, și-a declarat disponibilitatea să apere un alt oraș decât al lui, declarând „nu mă tem să plec, și nu am niciun om căruia să-i fie teamă”.
Barrett le-a spus voluntarilor să-și încarce armele, dar să nu tragă decât dacă se trage asupra lor, după care le-a ordonat să înainteze. Laurie a ordonat companiilor britanice care păzeau podul să se retragă dincolo de el. Un ofițer a încercat apoi să scoată scândurile defecte de pe pod pentru a împiedica înaintarea coloniștilor, dar maiorul Buttrick a început să strige la soldați să nu mai distrugă podul. Minutemanii și milițiile au avansat în coloană către infanteria ușoară, rămânând pe drum, deoarece el era înconjurat de apele revărsate ale râului Concord.
Căpitanul Laurie a luat atunci o hotărâre tactică nefericită. Întrucât cererile de ajutor nu dăduseră rezultat, le-a cerut soldaților săi să formeze poziții de „foc de stradă” în spatele podului într-o coloană perpendiculară pe râu. Această formație era potrivită pentru lansarea unui foc puternic pe o stradă îngustă, dar nepotrivită pentru o cale largă din spatele unui pod. Locotenentul Sutherland, care era în spatele formației, a văzut greșeala lui Laurie și a ordonat trimiterea flancurilor. Întrucât el provenea din altă companie decât cei pe care îi comanda, doar trei soldați s-au conformat. Restul au încercat tot ce au putut să respecte ordinele ofițerului superior în confuzia creată.

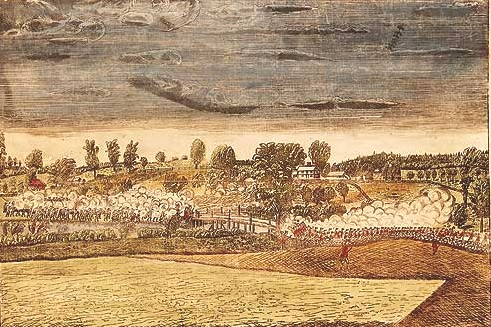
A treia dintre cele patru gravuri ale lui din 1775, descriind atacul de la North Bridge

S-a auzit o împușcătură, și de data aceasta este sigur din depozițiile provenite din ambele tabere că focul a venit din tabăra armatei. Probabil, acesta a fost un foc de avertisment tras de un soldat britanic panicat și extenuat din Regimentul 43, așa cum scrie Laurie în scrisoarea adresată comandantului său după luptă. Doi alți soldați au tras imediat după aceea în râu și grupul din față, crezând probabil că s-a dat ordin de tragere, a tras o salvă neregulată înainte de a putea fi opriți de Laurie.
Doi minutemen din Acton⁠(d), soldatul Abner Hosmer și căpitanul Isaac Davis, erau în fruntea coloanei ce mărșăluia spre pod și au murit pe loc. Alți patru oameni au fost răniți, dar milițiile s-au oprit doar când maiorul Buttrick a strigat: „Foc, pentru Dumnezeu, soldații mei, foc!” În acest moment, liniile erau despărțite de pod și de râul Concord, și se aflau la doar 50 m distanță. Cele câteva rânduri de coloniști din față, neputând ieși de pe drum și blocate în față de alți oameni, au reușit să tragă peste umerii și peste capetele celor din fața lor către soldații masați pe pod. Patru dintre cei opt ofițeri și sergenți britanici care se aflau în fruntea soldaților lor, au fost răniți de salva de muschete. Cel puțin trei soldați (Thomas Smith, Patrick Gray și James Hall, toți din Regimentul 4) au fost uciși sau răniți mortal, iar nouă au fost răniți.
Trupele regulate s-au găsit prinse într-o situație în care erau depășite numeric și tactic. În lipsa unei conduceri eficiente și speriați de numărul superior al dușmanului, soldații demoralizați și neexperimentați și-au abandonat răniții și s-au refugiat în apropierea companiilor de grenadieri care soseau dinspre centrul satului, izolându-i pe căpitanul Parsons și pe companiile sale care căutau arme la ferma lui Barrett.

#### După luptă

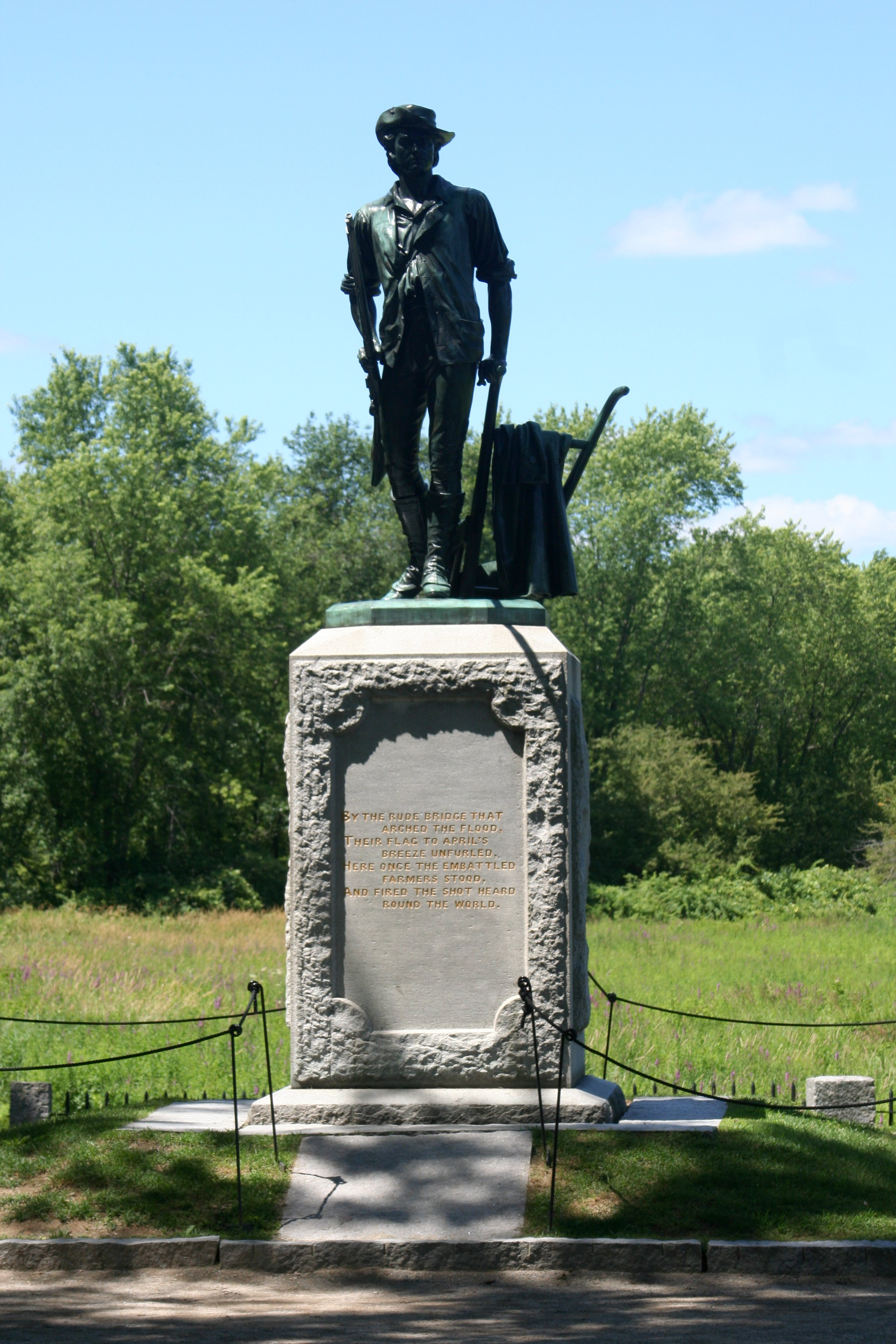
Statuie ce comemorează bătălia de la North Bridge; pe ea este trecută o strofă din „Concord Hymn” de Emerson

Coloniștii au fost și ei uimiți de succesul repurtat. Nimeni nu credea că vreuna din părți va deschide focul asupra celeilalte. Unii au avansat; mai mulți s-au retras; alții au mers la casele lor. Colonelul Barrett a început în final să recapete controlul. A mutat câteva miliții înapoi pe deal, la 300 m distanță și l-a trimis pe maiorul Buttrick cu ordine dincolo de pod pentru o poziție defensivă de pe un deal, în spatele unui zid de piatră.
Locotenent-colonelul Smith a auzit schimbul de focuri de la poziția sa din oraș la câteva clipe după ce a primit cererea de întăriri de la Laurie. A adunat rapid două companii de grenadieri și le-a condus el însuși la North Bridge. În drumul lor, acestea s-au întâlnit cu resturile celor trei companii de infanterie ușoară care alergau spre ele. Smith era îngrijorat de cele patru companii care fuseseră la ferma lui Barrett, întrucât drumul lor spre oraș era acum neapărat. Când a văzut minutemanii în depărtare dincolo de zid, a oprit companiile și a avansat doar cu ofițerii ca să se uite mai bine. Un minuteman ascuns după un zid a observat: „Dacă trăgeam, cred că puteam să omorâm toți ofițerii care erau în față, dar nu aveam ordine să tragem și nimeni nu a tras.” Pe parcursul unei perioade tensionate de circa 10 minute, un localnic bolnav mintal, pe nume Elias Brown a trecut prin ambele tabere vânzând cidru.
În acest moment, detașamentul de trupe regulate trimis la ferma lui Barrett se întorcea din căutările nefructuoase din zonă. Ei au trecut prin câmpul de luptă aproape părăsit și au văzut morții și răniții de pe pod. Unul li s-a părut lor că ar fi fost scalpat, ceea ce i-a înfuriat pe soldații britanici. Ei au trecut podul și au reintrat în oraș la 11:30 am, sub privirile atente ale coloniștilor, care au continuat să stea pe poziții defensive. Armata regulată a continuat să caute și să distrugă proviziile militare coloniale din oraș, a servit prânzul, s-a pregătit din nou de marș, și a părăsit Concordul după amiază. Această plecare întârziată le-a dat voluntarilor din orașele din jur timp să ajungă la drumul de întoarcere spre Boston.

### Marșul de întoarcere

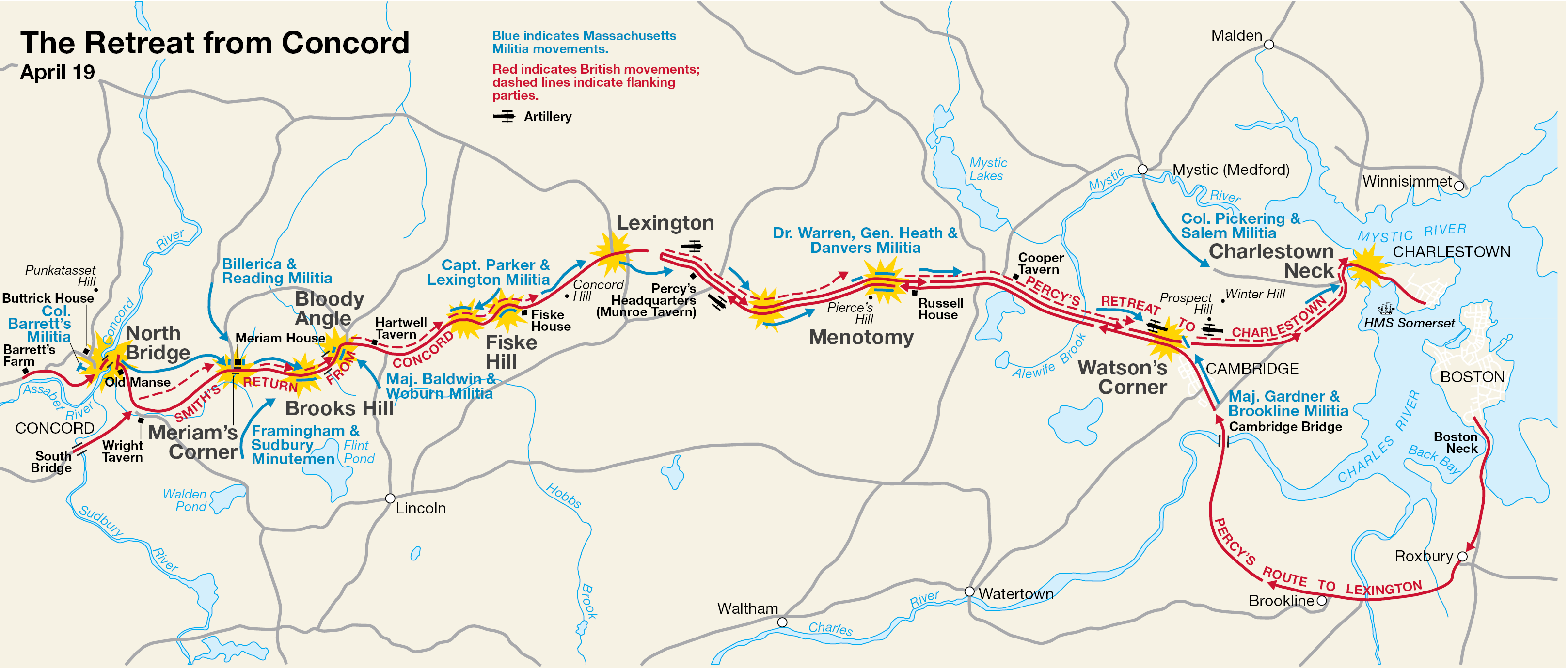
Hartă a cu retragerea de la Concord și salvarea lui Percy

#### De la Concord la Lexington
Locotenent-colonelul Smith, îngrijorat de siguranța oamenilor săi, a trimis flancurile să urmeze o creastă deluroasă și să-i protejeze forțele de cei circa 1.000 de localnici aflați acum pe câmp, în timpul marșului spre est dinspre Concord. Această creastă se termina lângă Colțul lui Meriam, o răscruce și un pod mic aflat la aproximativ 2 km în afara satului Concord. Pentru a trece podul îngust, coloana a trebuit să se oprească, să se așeze în linie de doar trei soldați lățime. Companiile milițiilor coloniale ce soseau dinspre nord și est se îndreptaseră toate spre acest punct, și se aflau în avantaj numeric în fața trupelor regulate. Când ultima coloană a armatei a trecut peste pod, milițiile coloniale din Reading⁠(d) au tras, trupele regulate s-au întors și au tras o salvă, iar coloniștii au răspuns. Doi soldați au murit și, probabil, șase au fost răniți, coloniștii neînregistrând victime. Smith a trimis trupele din flanc din nou după trecerea podețului.
Circa 500 de voluntari din Chelmsford⁠(d) se adunaseră în pădurile de pe Brooks Hill la circa 1,5 km după Colțul lui Meriam. Avangarda lui Smith a șarjat pe deal pentru a-i îndepărta, dar coloniștii nu s-au retras, producând pierderi serioase atacatorilor. Grosul forței lui Smith a continuat de-a lungul drumului până a ajuns la Brooks Tavern, unde s-au ciocnit cu o singură companie de voluntari din Framingham⁠(d), omorând și rănind câțiva dintre aceștia. Smith și-a retras oamenii de pe Brooks Hill și a traversat un alt podeț către Lincoln.

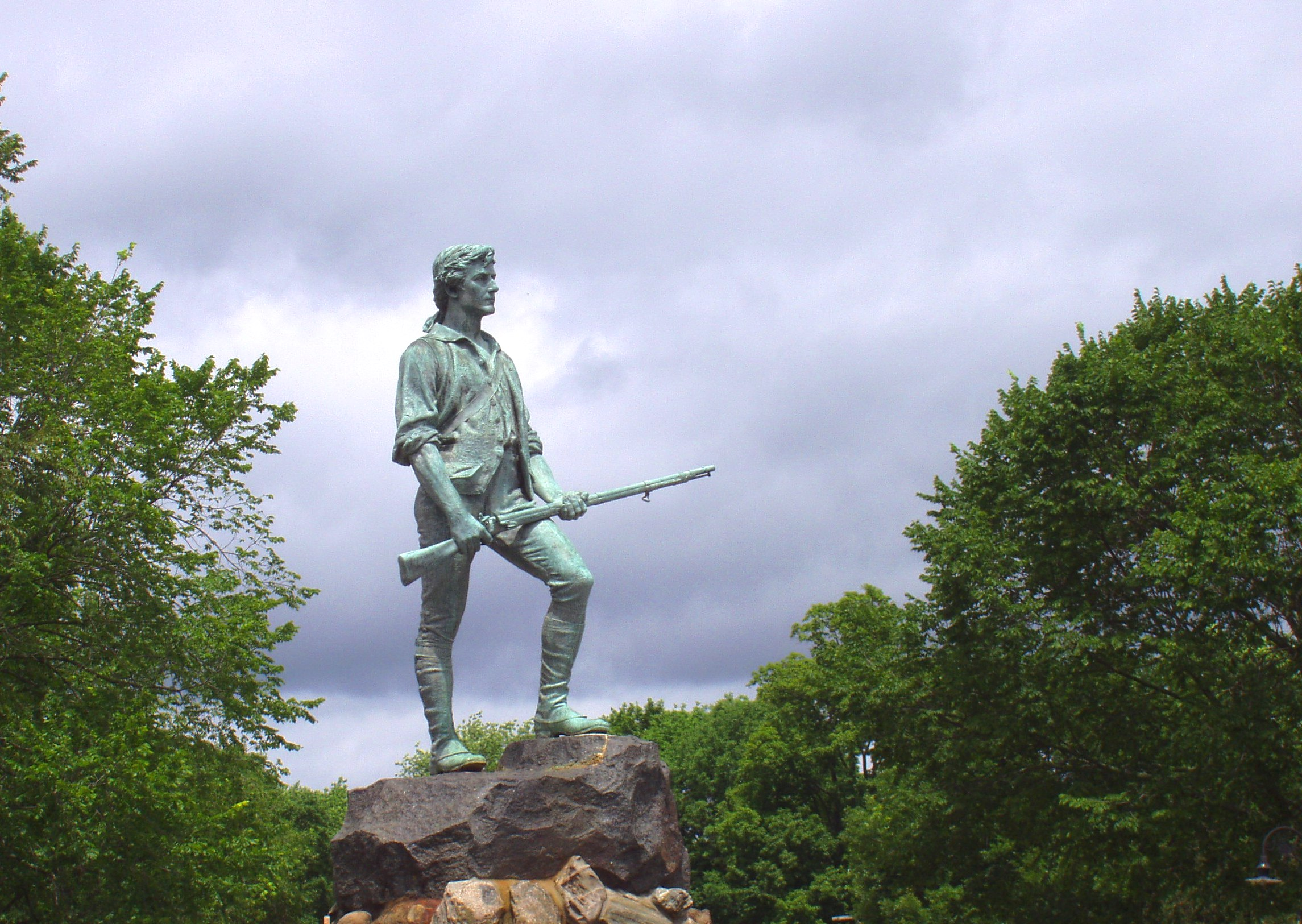
Statuie a lui John Parker, căpitanul miliției din Lexington

Trupele regulate au ajuns la un punct pe drum unde era o pantă și o curbă într-o zonă împădurită. Acest punct, denumit astăzi „Bloody Angle”, 200 de oameni, majoritatea din orașele Bedford⁠(d) și Lincoln, se poziționaseră după copaci și ziduri într-o pășune împădurită, pentru o ambuscadă. Alți voluntari li s-au alăturat de partea cealaltă a drumului, prinzându-i pe britanici într-un foc încrucișat în mlaștina împădurită, în vreme ce miliția din Concord se apropia din spate. Treizeci de soldați și patru voluntari au fost uciși. Soldații au scăpat trecând în pas rapid, ritm pe care coloniștii nu l-au putut menține prin pădure și pe terenul mlăștinos. Forțele coloniale de pe drum din spatele britanicilor erau prea înghesuite și prea dezorganizate pentru a pregăti un atac.
Voluntarii ajunseseră până în acest moment la numărul de 2.000, iar Smith a trimis din nou flancurile. Când trei companii de boluntari au prins în ambuscadă avangarda forței principale fie lângă ferma lui Ephraim Hartwell sau (mai probabil) a lui Joseph Mason, flancurile au strâns înspre centru și au prins milițiile din spate în încercuire. Flancurile au prins și miliția din Bedford după o ambuscadă reușită lângă limita dintre Lincoln și Lexington, dar pierderile britanicilor creșteau cu fiecare ciocnire și erau amplificate de tirul persistent la distanță, iar soldații extenuați începeau să-și epuizeze muniția.
După ce au trecut în Lexington, căpitanul Parker, conform unei singure surse (memoriile lui Ebenezer Munroe din 1824), a așteptat pe un deal cu Grupa de Pregătire Lexington readunată, cu unii răniți bandajați din ciocnirea anterioară din Lexington. Aceștia, conform acestei relatări scrisă cu doar trei ani după aceea, nu au început să pună la cale ambuscada decât atunci când l-au văzut pe însuși colonelul Smith. Smith fusese rănit la picior pe drumul de întoarcere spre Lexington, și întreaga coloană britanică a fost oprită în această ambuscadă denumită acum „Răzbunarea lui Parker”. Maiorul Pitcairn a trimis companiile de infanterie ușoară pe deal să îndepărteze orice miliție ar încerca să tragă în ei.
Infanteria ușoară a eliberat încă două dealuri—„The Bluff” și „Fiske Hill”— suferind pierderi în urma ambuscadelor. Pitcairn a căzut de pe cal, care a fost rănit de coloniștii care trăgeau de pe Fiske Hill. Acum, ambii lideri ai expediției erau răniți și fără cal, și oamenii lor erau obosiți și însetați. Câțiva s-au predat; majoritatea rupseseră rândurile și alergau grămadă. Retragerea lor organizată se transformase într-o fugă. Câțiva ofițeri care nu fuseseră răniți s-au întors și și-au amenințat oamenii cu sabia să se reașeze în ordine.
Un singur ofițer britanic din primele trei companii nu fusese rănit. El tocmai lua în calcul capitularea când a auzit strigăte în față. O brigadă completă de aproximativ 1.000 de oameni cu artilerie sub comanda earlului Percy, sosise să-i salveze. Era ora 2:30 pm.
În această parte a marșului, coloniștii s-au luptat pe cât posibil în formațiuni ordonate mari (cu muschete neghintuite cu rază scurtă de acțiune) de cel puțin opt ori, în pofida unor legende ce vorbeau de indivizi împrăștiați care trăgeau cu puști cu rază lungă de acțiune din spatele unor ziduri sau garduri. Deși a avut loc și foc împrăștiat de-a lungul marșului, aceste tactici de foc de la distanță s-au dovedit utile mai târziu pe parcursul războiului. Nimeni de la Lexington sau de la Concord—și de nicăieri de-a lungul drumului sau de la Bunker Hill—nu avea vreo pușcă, așa cum arată documentele istorice.

#### Salvarea lui Percy
Generalul Gage lăsase ordine pentru adunarea întăririlor în Boston la 4 am, dar în secretomania lui, a trimis o singură copie a ordinului către adjutantul Brigadei 1, al cărui servitor a lăsat plicul pe o masă. Pe la ora 5 am, cererea de întăriri a lui Smith a fost recepționată într-un târziu, și s-a dat ordinul de adunare al Brigăzii 1 formată din companiile de infanterie 4, 23 și 47 și un batalion al marinei. Din nou, s-a trimis o singură copie a ordinului la fiecare comandant, iar ordinul dat marinei a fost livrat la biroul maiorului Pitcairn, aflat la acel moment în piața satului Lexington. După aceste întârzieri, brigada lui Percy, de circa 1.000 de soldați, a ieșit din Boston pe la ora 8:45 am. Soldații au plecat în marș spre Lexington. Pe drum, ei au cântat melodia „Yankee Doodle⁠(d)” pentru a-i ironiza pe localnici. Până la bătălia de la Bunker Hill disputată cu două luni în urmă, cântecul devenise un imn al forțelor coloniale.

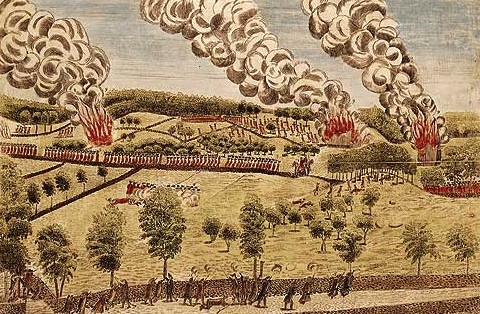
A patra gravură a lui din 1775, cu salvarea lui Percy în Lexington.

Percy a mers pe ruta terestră prin istmul Boston Neck și peste Great Bridge, pod din care coloniștii smulseseră scânduri pentru a-i întârzia. Oamenii lui au dat peste un profesor distrat de la Colegiul Harvard și l-au întrebat care este drumul spre Lexington. Harvardezul, care părea să nu știe ce se întâmplă în jurul lui, le-a arătat imediat drumul corect. (Ulterior, a fost obligat să părăsească țara pentru că a ajutat fără să știe inamicul.) Soldații lui Percy au sosit la Lexington pe la ora 14:00. Ei auzeau focuri de armă în depărtare și și-au instalat tunul și liniile de soldați într-un punct înalt de unde se vedea bine satul. Oamenii colonelului Smith se apropiau fugind în dezordine urmăriți îndeaproape de milițiile coloniale. Percy a ordonat artileriei să deschidă focul, împrăștiind milițiile. Oamenii lui Smith s-au prăbușit extenuați imediat ce au ajuns în siguranță în spatele liniilor lui Percy.
În pofida sfatului responsabilului cu muniția, Percy plecase din Boston fără muniție de rezervă pentru oamenii săi sau pentru cele două tunuri aduse cu ei, crezând că ar fi încetinit de căruțele suplimentare. Fiecare om din brigada lui Percy avea doar 36 de gloanțe, și fiecare tun avea doar câteva ghiulele transportate în lăzi. După ce Percy a plecat din oraș, Gage a redirecționat două căruțe cu muniție păzite de câte un ofițer și treisprezece oameni. Acest convoi a fost interceptat de un mic grup de foști luptători din miliții, în vârstă, dar încă aflați pe „lista de alarmă” dar care nu s-au putut alătura companiilor lor pentru că erau trecuți bine de 60 de ani. Aceștia au ieșit la o ambuscadă și au cerut predarea căruțelor, dar trupele regulate i-au ignorat și au mers mai departe. Bătrânii au deschis focul, au împușcat caii din față, au ucis doi sergenți și au rănit un ofițer. Supraviețuitorii au fugit, și șase din ei și-au aruncat armele într-un iaz înainte de a se preda.

#### De la Lexington la Menotomy

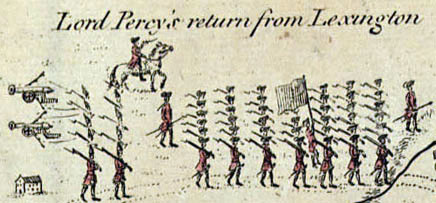
Întoarcerea lui Percy la Charlestown (detaliu din harta din 1775 a bătăliei).

Percy a preluat controlul forțelor combinate de circa 1.700 de oameni și i-a lăsat să se odihnească, să mănânce, să bea, și să fie îngrijiți la cartierul general de teren (Munroe Tavern) înainte de a-și relua marșul. Au plecat din Lexington pe la ora 15:30, într-o formație ce punea accent pe defensiva pe flancuri și pe ariergardă. Soldații răniți mergeau pe tun și au fost obligați să coboare atunci când se trăgea asupra lor de grupurile adunate din loc în loc. Oamenii lui Percy s-au văzut de multe ori înconjurați, dar aveau avantajul tactic al liniilor interioare. Percy putea să-și mute mai ușor unitățile în locurile unde era nevoie de ele, în timp ce milițiile coloniale erau obligate să se miște în afara formațiilor. Percy a pus oamenii lui Smith în mijlocul coloanei, în timp ce companiile din Regimentul 23 alcătuiau ariergarda. Din cauza informațiilor primite de Smith și Pitcairn despre cum atacă americanii, Percy a ordonat rotația ariergărzii la fiecare milă, pentru a permite soldaților să se odihnească periodic. Companiile de pe flancuri au fost trimis în ambele părți ale drumului și o forță puternică a marinei a acționat ca avangardă pentru a elibera drumul înainte.
În pofida acalmiei de la Lexington, generalul de brigadă William Heath⁠(d) a sosit și a preluat comanda milițiilor. Mai devreme, el călătorise mai întâi la Watertown⁠(d) pentru a discuta tacticile cu Joseph Warren, care plecase din Boston în acea dimineață, și cu alți membri ai Comisiei de Siguranță din Massachusetts. Heath și Warren au reacționat la mișcările artileriei și flancurilor lui Percy ordonând milițiilor să evite formațiunile strânse care ar atrage tirul de artilerie. În schimb, ei au înconjurat formația pătrată a lui cu un inel mobil de atacuri de la distanță cu scopul de a produce pierderi maxime cu risc minim pentru fiecare voluntar.
Câțiva voluntari călare pe drum descălecau, trăgeau cu muschetele în soldați, după care încălecau la loc și galopau în față pentru a repeta tactica. Milițiile fără cai trăgeau adesea de la distanțe mari, în speranța de a nimeri pe cineva din coloana principală de soldați de pe drum, întrucât atât britanicii cât și coloniștii au folosit muschete cu o rază de acțiune efectivă de circa 45 m. Unitățile de infanterie puneau presiune pe flancurile coloanei britanice. Când ieșea din raza lor de acțiune, aceste unități se deplasau înainte pentru a reataca coloana mai înainte pe drum. Heath a trimis curieri să intercepteze unitățile de miliție, direcționându-le spre locurile potrivite pentru a-i ataca pe soldați. Unele orașe au trimis căruțe cu provizii pentru a ajuta la hrănirea și reînarmarea milițiilor. Heath și Warren au condus personal mici grupări în acțiuni mici, dar prezența liderilor eficienți a avut probabil cel mai mare impact asupra succesului acestor tactici. Percy scria despre tacticile coloniștilor: „rebelii ne-au atacat într-o manieră foarte împrăștiată și neregulată, dar cu perseverență și hotărâre, și nu au îndrăznit să formeze vreun corp regulat. Într-adevăr, ei știau prea bine ce este de făcut. Oricine i-ar privi ca pe o gloată neorganizată va constata că se înșală.”

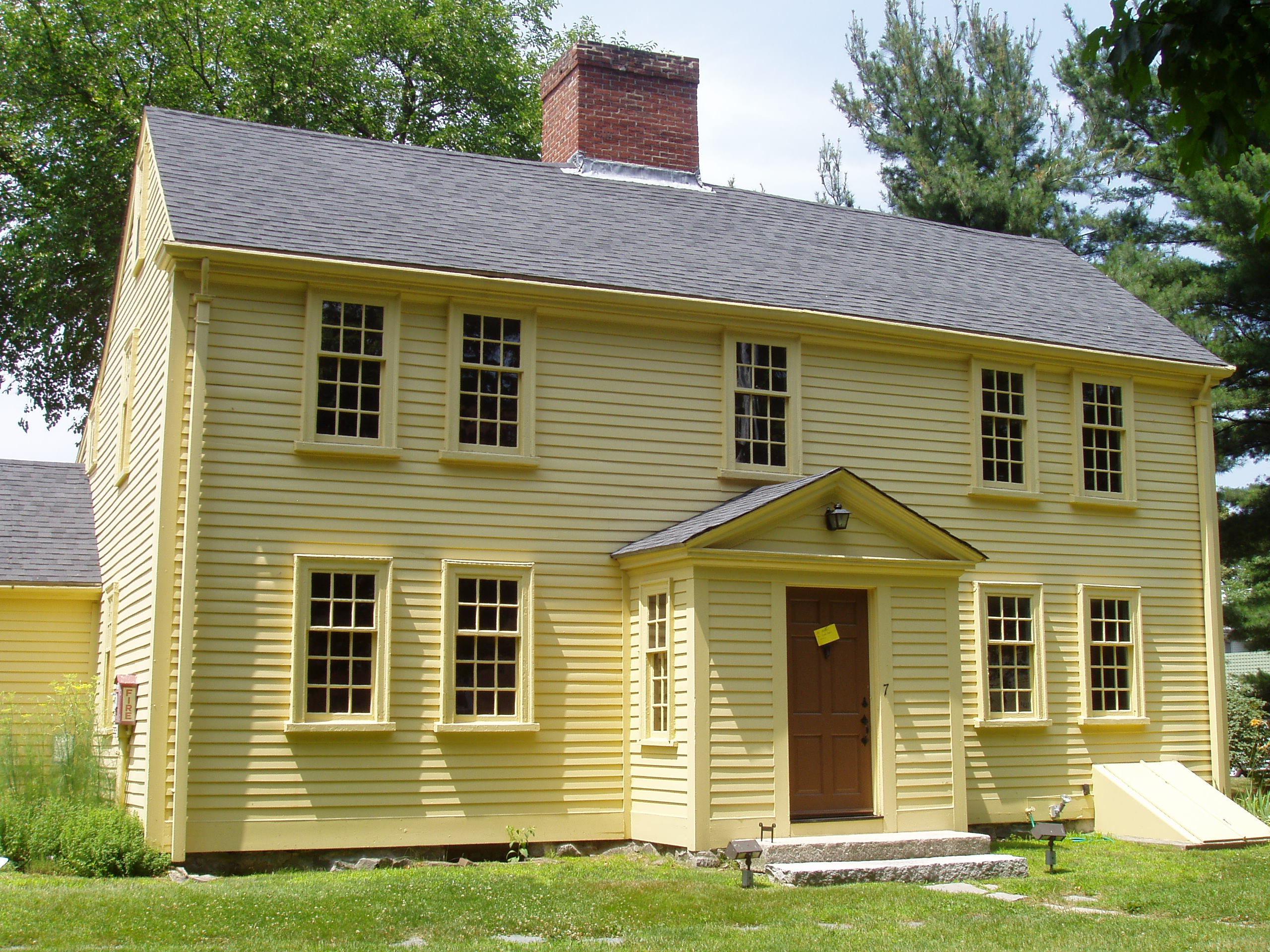
Casa Jason Russell din Arlington.

Luptele au crescut în intensitate după ce forțele lui Percy au trecut din Lexington în Menotomy. Noi miliții au tras în trupele britanice de la distanță, iar localnicii au început să lupte și ei pentru propriile proprietăți. Unele case au fost utilizate ca poziții de lunetiști, transformând situația într-un coșmar pentru orice soldat: lupte din casă în casă. Jason Russell i-a rugat pe prietenii săi să lupte lângă el pentru a-și apăra casa spunând: „casa unui englez este castelul său”. A rămas și a fost ucis în fața ușii. Prietenii lui fie s-au ascuns în pivniță, fie au murit în casă împușcați și înjunghiați cu baionetele după ce au tras în soldații care i-au urmărit înăuntru. Casa Jason Russell încă mai există și mai are și urme de gloanțe de la luptă. O miliție care a încercat o ambuscadă din livada lui Russell a fost prinsă de flancuri și unsprezece oameni au murit, unii chiar după ce s-ar fi predat.
Percy a pierdut controlul asupra oamenilor săi și soldații britanici au început să comită atrocități pentru a pedepsi presupusele scalpări de la North Bridge și pierderile lor cauzate de un inamic îndepărtat, adesea nevăzut. După declarațiile lui Pitcairn și ale altor ofițeri răniți din subordinea lui Smith, Percy aflase că minutemanii se folosesc de ziduri de piatră, copaci și clădiri în aceste localități mai dens populate din apropierea Bostonului pentru a se ascunde și pentru a trage în coloană. El a ordonat companiilor de flanc să îndepărteze milițiile coloniale de aceste locuri.
Numeroși ofițeri de rang inferior din grupările de pe flanc aveau dificultăți în a-i opri pe soldații lor de la a ucide pe toți cei găsiți în aceste clădiri. De exemplu, doi bețivi nevinovați care au refuzat să se ascundă în subsolul unei cârciumi din Menotomy au fost uciși doar pentru că au fost bănuiți de implicare în evenimentele zilei. Deși multe relatări ale jafurilor și incendierilor au fost exagerate ulterior de coloniști în scop propagandistic (și pentru a obține compensații financiare de la guvernul colonial), este adevărat că tavernele de pe drum au fost devastate și băutura a fost furată de soldați, în multe cazuri ei înșiși bețivi. Argintăria de împărtășanie a unei biserici a fost furată dar a fost recuperată apoi după ce fusese vândută la Boston. Vârstnicul locuitor din Menotomy Samuel Whittemore⁠(d) a ucis trei soldați înainte de a fi atacați de un contingent britanic și lăsat să moară. (Și-a revenit și a trăit până la vârsta de 98 de ani.) În total, mult mai mult sânge s-a vărsat la Menotomy și Cambridge decât în orice alt loc în acea zi. Coloniștii au pierdut 25 de oameni morți și nouă răniți acolo, iar britanicii au pierdut 40 de morți și 80 răniți, cu Regimentul 47 și cei din marină suferind cele mai mari pierderi. Pentru fiecare tabără, aceste pierderi au reprezentat jumătate din pierderile totale pe acea zi.

#### De la Menotomy la Charlestown
Soldații britanici au trecut râul Menotomy (astăzi denumit Alewife Brook) și au intrat în Cambridge, și luptele au crescut în intensitate. Noi miliții au sosit strânse în grup și nu în formație împrăștiată, iar Percy s-a folosit de cele două tunuri și de flancuri la o răscruce denumită Watson's Corner pentru a le produce pierderi mari.
În aceeași zi, Heath ordonase demontarea Great Bridge. Brigada lui Percy încerca să se apropie de podul rupt și de un mal al râului plin de miliții când Percy și-a îndreptat trupele spre o potecă îngustă (lângă Piața Porter de astăzi) și pe drumul spre Charlestown. Miliția (numărând aproape 4.000 de oameni) era nepregătită pentru această mișcare, iar cercul de foc a fost rupt. O forță americană s-a deplasat pentru a ocupa Prospect Hill (în Somerville-ul de astăzi), care domina drumul, dar Percy și-a deplasat tunul în față și i-a împrăștiat cu ultimele muniții de care dispuneau.
Un număr mare de miliții a sosit din Salem și Marblehead⁠(d). Ei ar fi putut să-i taie calea lui Percy spre Charlestown, dar aceștia s-au oprit pe Winter Hill și le-au permis britanicilor să scape. Unii l-au acuzat pe comandantul acestei forțe, colonelul Timothy Pickering, că ar fi lăsat soldații să treacă în speranța de a evita războiul prin împiedicarea unei înfrângeri totale a trupelor regulate. Pickering a susținut mai târziu că s-a oprit la ordinele lui Heath, dar Heath a negat. Aproape pe înserate, pușcașii marini ai lui Pitcairn au respins un ultim atac asupra ariergardei lui Percy la intrarea în Charlestown. Soldații au ocupat poziții puternice pe dealurile Charlestownului. Unii dintre ei erau nedormiți de două zile și mărșăluiseră 65 km în 21 de ore, dintre care opt ore sub focul inamicului. Acum, însă, ei se aflau pe teren înalt și erau protejați de tunurile grele de pe HMS Somerset. Gage a trimis rapid noi companii din două noi regimente— 10 și 64—să ocupe înălțimile Charlestownului și să construiască fortificații. Deși au fost începute, fortificațiile nu au fost terminate și au fost ulterior un punct de început pentru infrastructura milițiilor construite după două luni în iunie înainte de bătălia Bunker Hill. Generalul Heath a studiat pozițiile armatei britanice și au hotărât retragerea miliției la Cambridge.

## Urmări
Dimineața, Bostonul a fost înconjurat de o armată de miliții, circa 15.000 de oameni, care veniseră din tot New Englandul. Spre deosebire de Powder Alarm⁠(d), zvonurile despre vărsarea de sânge erau adevărate, și Războiul de Independență a început. Armata milițiilor a continuat să crească pe măsură ce coloniile înconjurătoare au trimis oameni și provizii. Al Doilea Congres Continental i-a adoptat pe aceștia în Armata Continentală. Chiar și acum, după ce a început războiul deschis, Gage a continuat să refuze să impună lege marțială în Boston. El i-a convins pe reprezentanții cetățenilor să accepte predarea tuturor armelor deținute personal de cetățeni în schimbul promisiunii că oricine poate pleca din oraș.
Bătălia nu a fost una majoră în termeni de tactică și victime. În termeni de susținere a strategiei politice britanice din spatele Legilor Intolerabile și ai strategiei miitare de la Powder Alarms, bătălia a fost un eșec important, deoarece expediția a contribuit la escaladarea conflictului pe care fusese gândită să îl prevină și fiindcă au fost confiscate foarte puține arme.
Bătălia a fost urmată de un adevărat război pe scena politică britanică. La patru săptămâni de la bătălie, Congresul Provincial Massachusetts colectase zeci de mărturii de la voluntari și de la prizonierii britanici. Când s-a aflat după o săptămână că Gage trimite la Londra descrierea oficială a evenimentelor, Congresul Provincial a trimis peste 100 de depoziții detaliate pe un vas mai rapid. Ele au fost prezentate unui oficial simpatizant și au fost tipărite în ziarele londoneze cu două săptămâni înainte de sosirea raportului lui Gage. Raportul oficial al lui Gage a fost prea vag în ce privește detaliile pentru a influența părerea cuiva. George Germain, care nu era un prieten al coloniștilor, scria: „bostonezii sunt în drept să-i facă pe soldații Regelui agresori și să revendice o victorie.” Politicienii de la Londra au dat vina pe Gage pentru conflict, și nu pe propriile politici și instrucțiuni. Trupele britanice din Boston au dat vina pe generalul Gage și pe colonelul Smith pentru eșecurile de la Lexington și Concord.
A doua zi după bătălie, John Adams a plecat din casa lui din Braintree⁠(d) pentru un drum pe câmpurile de bătălie. El s-a convins că „zarurile sunt aruncate, Rubiconul a fost trecut.” Thomas Paine din Philadelphia se gândise la conflictul dintre colonii și metropolă ca la „un fel de proces”, dar după ce a ajuns la el vestea bătăliei, el l-a „respins pe ursuzul faraon al Angliei pe vecie”. George Washington a primit vestea la Mount Vernon și i-a scris unui prieten: „odinioară fericitele și liniștitele câmpii ale Americii fie vor fi înecate în sânge, fie vor fi locuite de robi. Tristă alternativă! Dar poate un om virtuos să ezite să aleagă?” Un grup de vânători de la frontieră și-a botezat tabăra Lexington în iunie, la aflarea veștilor. Tabăra avea să devină orașul Lexington, Kentucky.

## Amintirea
Pentru primele guverne americane, era important să se păstreze o imagine a unei agresiuni britanice și a nevinovăției americanilor pentru această primă bătălie a războiului. Istoria pregătirilor rebelilor, sistemele de informații, de avertizare și incertitudinea privind primul foc de armă au fost rareori discutate în sfera publică în primele decenii. Povestea soldatului britanic rănit la North Bridge, Hors de combat⁠(d), lovit în cap cu o secure de un minuteman, presupusa „scalpare”, a fost mușamalizată. Depozițiile în care unele din aceste activități sunt menționate nu au fost publicate și au fost returnate participanților (chiar și lui Paul Revere). Picturile prezentau lupta de la Lexington ca un măcel nejustificat.

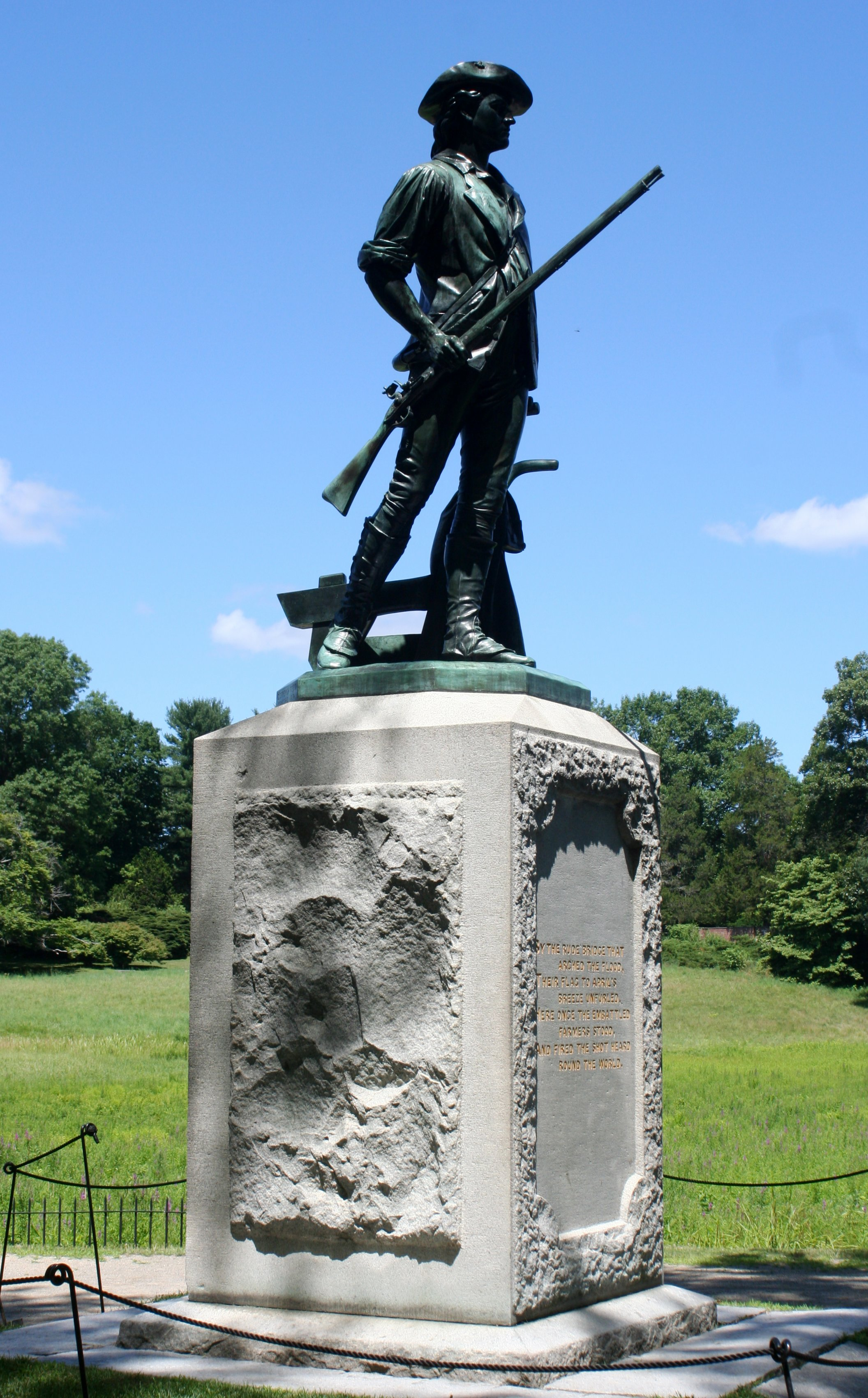
Statuia Minute Man, de Daniel Chester French

Întrebarea care tabără a fost de vină a apărut la începutul secolului al XIX-lea. De exemplu, mărturiile ulterioare ale participanților mai în vârstă despre Lexington și Concord au fost mult diferite de depozițiile lor date sub jurământ în 1775. Acum toți spuneau că britanicii au tras primii la Lexington, după ce cu câteva zeci de ani în urmă nu erau siguri. Toți spuneau acum c ă au răspuns la foc, dar în 1775, ei au spus că puțini au reușit. Bătălia a căpătat o aură aproape legendară în conștiința americanilor. Legendele au devenit mai importante decât adevărul istoric. A avut loc o transformare totală, iar rebelii au fost prezentați ca luptând activ pentru cauza lor și nu ca nevinovați care aveau de suferit. Picturile ciocnirii de la Lexington au început să prezinte milițiile luptând și sfidând dușmanul.
By the rude bridge that arched the flood
Their flag to April's breeze unfurled
Here once the embattled farmers stood
And fired the shot heard round the world. 
Ralph Waldo Emerson a imortalizat evenimentele de la North Bridge în poezia „Concord Hymn⁠(d)” publicată în 1837. „Concord Hymn” a devenit importantă deoarece a comemorat începutul Revoluției Americane, și mare parte a secolului al XIX-lea prin ea americanii învățau despre Războiul de Independență, construindu-și identitatea națională.
După 1860, mai multe generații de școlari au memorat poezia lui Henry Wadsworth Longfellow intitulată „Paul Revere's Ride⁠(d)”. Din punct de vedere istoric, ea este greșită (de exemplu, Paul Revere nu a ajuns niciodată la Concord), dar ea surprinde ideea că un singur individ poate schimba cursul istoriei.
În secolul al XX-lea, opiniile populare și cele ale istoricilor despre evenimentele din acea zi au fost diverse, adesea reflectând atmosfera vieții politice a vremii. Sentimentele izolaționiste și anti-război dinaintea războaielor mondiale au adus scepticism în ce privește natura contribuției lui Paul Revere la efortul de a aduna milițiile. Anglofilii din Statele Unite de la începutul secolului al XX-lea au avut abordări mai echilibrate ale istoriei bătăliei. În timpul Primului Război Mondial, un film despre drumul lui Paul Revere a fost confiscat conform Legii Spionajului din 1917 pentru că ar răspândi discordia între Statele Unite și Regatul Unit.
În timpul Războiului Rece, Revere a servit drept simbol patriotic dar și drept simbol capitalist. În 1961, romancierul Howard Fast a publicat Dimineață de aprilie, o relatare a bătăliei din perspectiva unui tânăr fictiv de 15 ani; cartea a devenit lectură recomandată sau uneori obligatorie în școlile secundare americane. În 1987 s-a făcut o versiune cinematografică a ei, cu Chad Lowe⁠(d) și Tommy Lee Jones în rolurile principale. În anii 1990, s-a făcut paralele între tacticile americane din Războiul din Vietnam și cele ale armatei britanice la Lexington și Concord.
Locul bătăliei din Lexington este astăzi denumit Lexington Battle Green⁠(d), și este pe lista Registrului Național de Locuri Istorice fiind monument istoric de interes național. Acolo se află mai multe memoriale ale bătăliei.
Terenul din jurul North Bridge din Concord, precum și circa 8 km de drum împreună cu terenurile înconjurătoare și clădirile dintre Merriam's Corner și vestul Lexingtonului fac parte din Minuteman National Historical Park⁠(d). Există poteci marcate de-a lungul rutelor pe care le-ar fi folosit coloniștii în jurul drumurilor, iar Park Service are angajați (îmbrăcați de regulă în haine de epocă) ce oferă descrieri ale zonei și explicații ale evenimentelor. În parc se află și un basorelief al maiorului Buttrick, realizat de Daniel Chester French și executat de Edmond Thomas Quinn⁠(d) în 1915, împreună cu statuia Minute Man a lui French.